# 고르 제국
구르 왕조(페르시아어: دودمان غوریان 로마자: Dudmân-e Ğurīyân) 또는 고르 왕조는 8세기부터 1175/1215년까지 구르 지역을 중심으로 호라산과 북인도 일대를 통치한 페르시아계 왕조이다. 그들 스스로는 샨사브(페르시아어: شنسبانی 샨사바니)라고 불렀다.
이들은 처음에는 오늘날 아프가니스탄 중부에 있는 산악지대인 구르 지역의 조그만한 지방 토착 왕조로 출발했으며, 1011년 가즈나 제국의 술탄 마흐무드가 이 지역을 정복한 이후에는 수니파 이슬람으로 개종하는 등 점차 이슬람화되었다.
구르 왕조는 본래 가즈나 제국의 봉신이었지만, 가즈나 제국이 쇠퇴한 뒤에는 셀주크 제국의 봉신이 되어 그 지역을 쭉 지배했다. 그러나 12세기 초, 가즈나 제국과 셀주크 제국 간의 오랜 분쟁으로 인해 아프가니스탄 동부와 펀자브 일대에 권력 공백이 형성되었고, 구르 왕조는 이 틈을 타서 영토 확장을 시작했다. 알라 앗 딘 후세인은 가즈나 제국을 공격, 그 수도 가즈니를 무자비하게 약탈·파괴함으로써 '세계를 불태운 자(Jahānsūz)'라는 칭호를 얻었다. 이후 그는 셀주크 제국의 술탄 아흐마드 산자르에게 독립을 선언했다가 패배하고 사로잡혔다. 그러나 북쪽의 호라즘 제국이 등장하면서, 셀주크 세력은 곧 이란 동부에서 소멸되었다.
알라 알딘 후세인의 조카 기야스 앗 딘 무함마드와 무이즈 앗 딘 무함마드(본 문에서는 별명인 무함마드 고리로 기술함)의 공동 통치 기간 동안, 구르 왕조는 호라산에서 인도 동부까지 이르는 최대 영토를 달성했다. 특히 무함마드 고리와 휘하 튀르크계 장군들은 인더스 강 동쪽에서 시작하여 벵골까지 쳐들어갔으며, 그 과정에서 갠지스 평원의 광대한 영토가 구르 왕조의 손에 들어왔다. 한편 기야스 앗 딘은 호라즘 샤와 맞서 싸우면서 카스피해 연안의 고르간까지 도달했다.
기야스 앗 딘이 1203년 사망한 틈을 타 호라즘인들은 제국의 서북부 국경을 위협했다. 결국 1204년 안드후드 전투에서 서요-호라즘 연합군에게 대패했으며, 2년 뒤 무함마드 고리가 암살당하면서 구르 왕조는 급격한 쇠퇴의 길을 걸었다. 불과 10년도 안되어, 구르 왕조는 호라즘 제국의 샤 무함마드 2세에게 멸망했다. 그러나, 그들의 인도 아대륙 정복은 쿠트브 웃딘 아이바크가 창건한 델리 술탄국이라는 결과로 이어졌고, 그곳에서 몇 세기 동안 존속되었다.

## 기원
19세기, 마운트투아르트 엘핀스톤(Mountstuart Elphinstone)과 같은 일부 유럽 학자들은 구르 왕조가 오늘날의 파슈툰족과 관련이 있다는 주장을 선호했지만, 이는 오늘날에 와서는 일반적으로 부정되고 있는데, 왜냐하면『Encyclopaedia of Islam』의 게오르크 모르겐스티어네(Georg Morgensstierne)에 의해 설명된 바와 같이 '다양한 이유로 매우 가능성이 없기 때문'이라고 한다. 몇몇 학자들은 구르 왕조가 타지크족 출신이라고 말한다. 학자들이 이렇게 다양한 추측을 내놓는 이유는, 구르 왕실이 타지크족, 페르시아인, 튀르크인, 아프간인과 같은 다양한 토착 지역 민족들과 통혼함으로써 그들과 혼혈되었기 때문이다.
『Encyclopædia Iranica』에서는 "우리는 구르인(Ḡūrīs)과 샨사바니(Šansabānīs)의 민족적인 재고에 대해서 아무것도 모른다. 우리는 그저 그들이 이란 동부의 타지크족이라고 추측할 수밖에 없을 뿐이다."라고 말한다. C.E. 보스워스(C.E. Bosworth)는 또한 구르 왕실의 이름인  '알-에 샨사브(Āl-e Šansab, 페르시아어 번역: Šansabānī)가 중세 페르시아어 '위슈나스프(Wišnasp)'의 아랍어 발음이라고 주장했다.

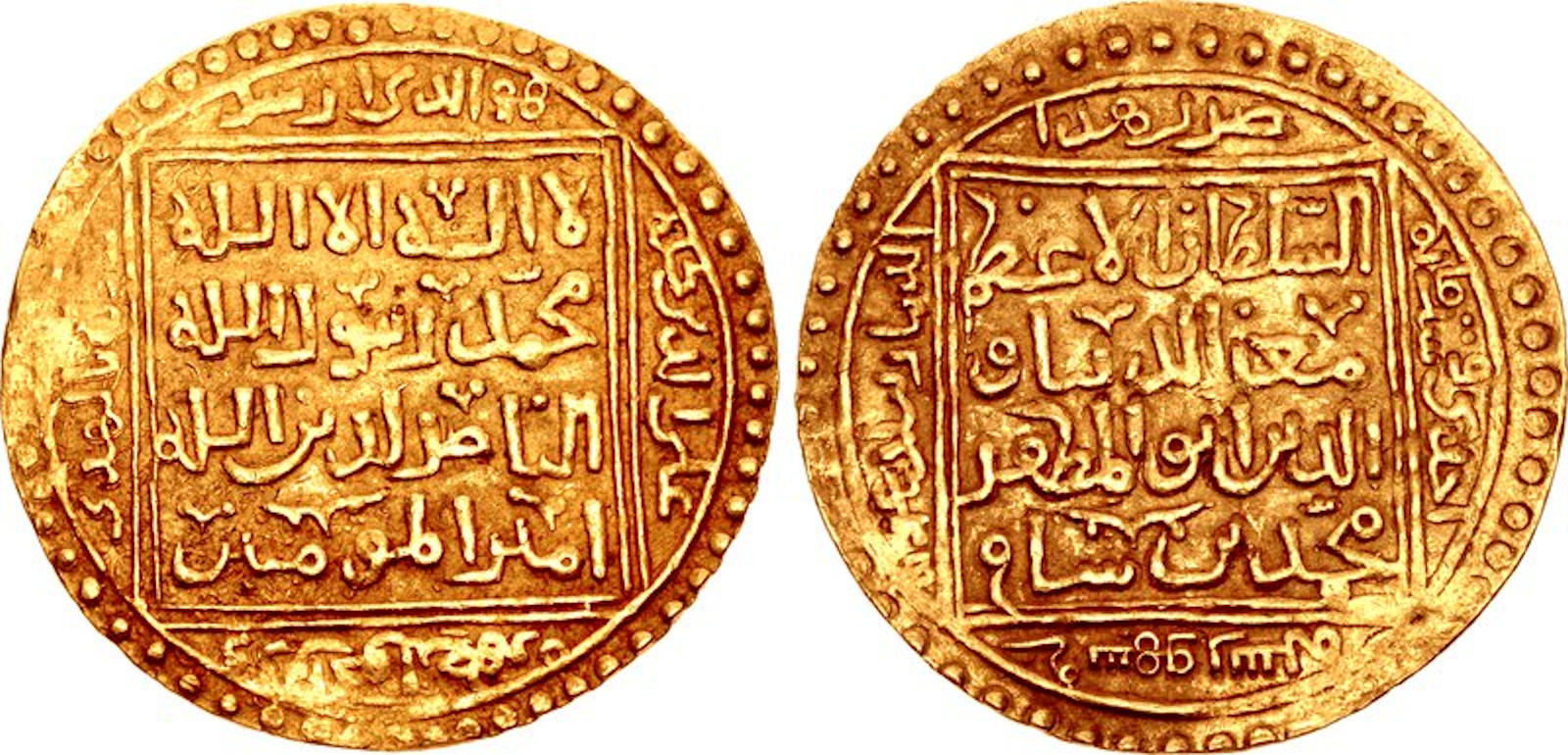
가즈니에서 발견된 무이즈 웃딘 무함마드의 주화.1204-1205년도에 제작됨.

역사학자 안드레 윙크(André Wink)는 『The New Cambridge History of Islam』에서 다음과 같이 설명한다.
샨사바니 왕조는 12세기 후반에 가즈나 왕조를 대체했다. 이 왕조는 튀르크계, 심지어 아프가니스탄계가 아니라 페르시아 동부 또는 타지크(Tājīk) 출신이었으며, 외딴 산악 지대의 거주민들로 그 수도는 피루즈쿠(Fīrūzkūh)였고, 페르시아어 특유의 방언을 구사했다.

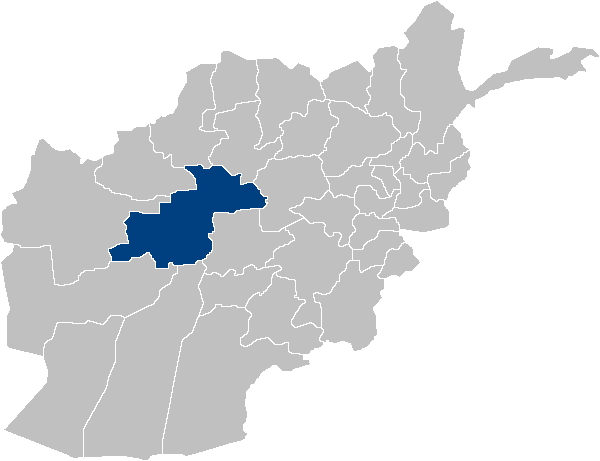
구르 왕조는 아프가니스탄 중부의 구르에서 유래했다.

구르인들이 정복을 통해 자신들을 타 민족들과 구별하기 시작했을 때, 궁정 관료들과 족보 학자들(특히 파크르-이 무다비르나 알 주즈자니 등)은 구르인과 페르시아의 과거를 연결하는 허구의 족보를 만들어냈다. 그들은 중세 페르시아의 서사시 《샤나메》까지 구르 왕조의 기원을 연결하여, 페르시아 신화의 영웅 페레이둔이 폭군 자하크의 천 년에 걸친 폭정을 끝낸 후에, 그의 가족들이 구르 지역에 정착했다고 소개한다.
한편, 이슬람 도래 이전의 구르족이 믿었던 종교에 대해서도 별로 알려진 바가 없다.

### 언어
구르인들의 본래 언어는 그들의 궁정 언어인 페르시아어와는 분명히 달랐다. 11세기의 저명한 역사학자인 아불 파즐 베이하키는 그의 저서 『Tarkh-i Bayhaqi』의 117쪽에 이렇게 썼다. 
"가즈나의 술탄 마수드 1세는 구리스탄으로 떠났고, 그곳에서 다른 두 명과 함께 배운 동료를 지역 사람들 사이에 보내 통역사 역할을 하게 했다.

비록 그들이 페르시아어와 다른 언어를 사용하기는 했지만, 그들은 사만인들과 가즈나인들과 마찬가지로 페르시아 문화, 시, 문학의 훌륭한 후원자였으며, 그들의 궁정에서 이들을 자신의 유산으로 홍보했다. 현대 작가들은 그들을 '페르시아화된 구르인'이라고 칭한다. 안드레 윙크는 구르족이 독특한 페르시아어 방언을 구사했다고 말한다.
구르인들이 원래 파슈토어를 사용했었다는 최근의 결론을 입증할 만한 사료는 없으며, 구르 시대의 《파타 카자나》와 같은 '파슈토어 시'의 존재에 대한 주장은 근거가 부족하다.

## 역사

### 초기 역사

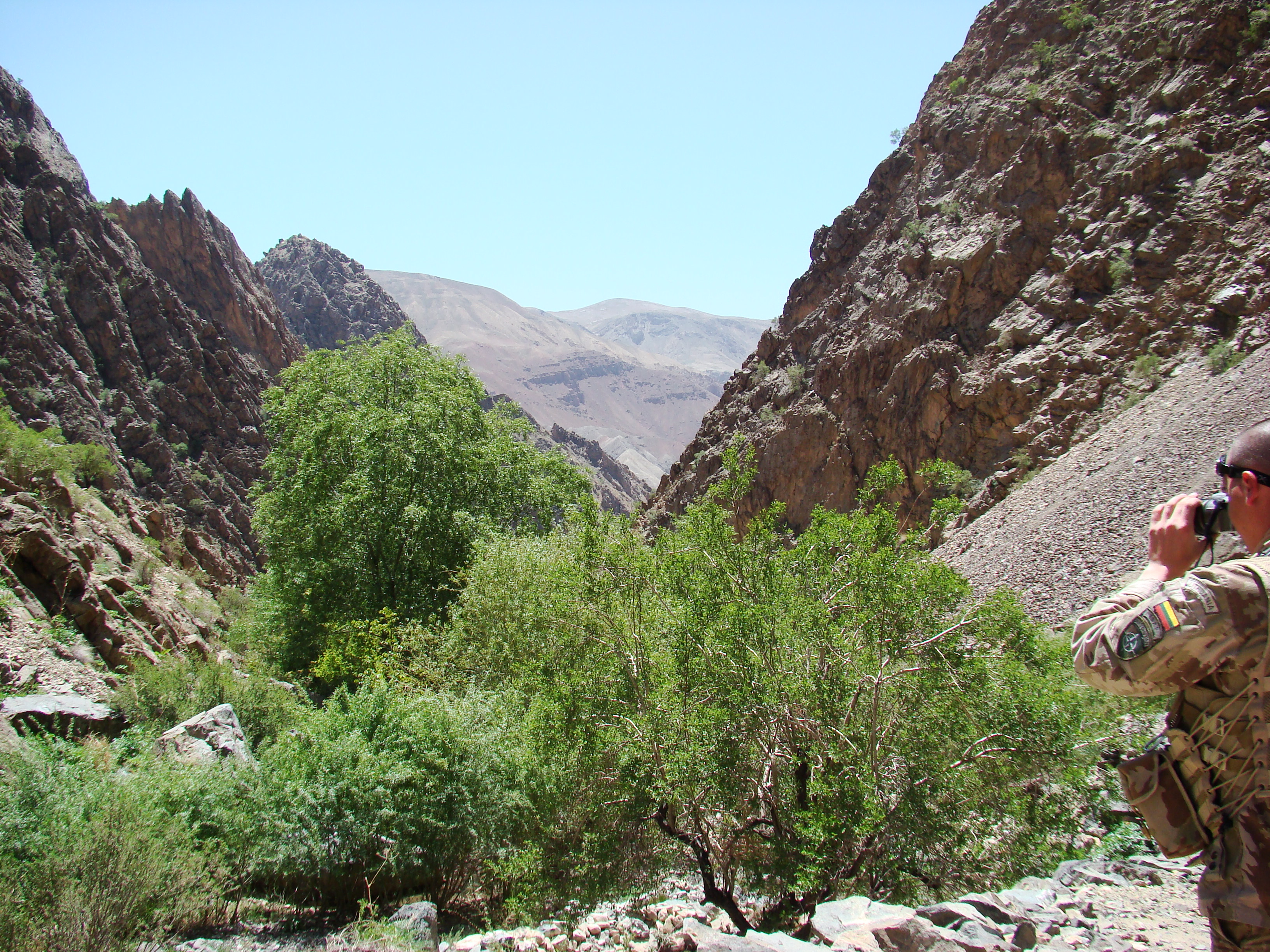
고르 지역의 계곡 전경

구르는 아프가니스탄의 힌두쿠시 산맥 서부의 해발 2,500m에 위치한 지역으로, 대부분이 험준한 산지로 이루어져 있다. 이 지역의 명칭 역시 고대 소그드어로 산을 뜻하는 'gur(구르)', 또는 'gor-(고르)'에서 유래한 것이다. 리투아니아 고고학자들이 2007-2008년 사이에 이 지역에서 발견한 가장 오래된 정착지 유적의 연도는 기원전 5,000년까지 거슬러 올라갈 수 있다. 주도 차그차란에서도 이 무렵에 건설된 몇몇 성곽들과 방어 요새들이 발견되었다.
고대로부터 이 지역에는 불교가 지배적이었는데, 심지어 이슬람이 아프가니스탄까지 도달한 서기 8~9세기까지도 주민들은 여전히 불교를 믿고 있었다. 구르 지역의 하리 강 지류 절벽지대에 건설된 불교 석굴 사원들은 이 지역에서 불교가 유행하던 초기 몇 세기 동안 지어진 것이며, 불교도들의 일상에 관한 증언들이 새겨져 있다.
가즈나 제국과 셀주크 제국 사이의 광할한 산지에 위치한 작고 고립된 지역인 구르에서, 구르 제국의 팽창은 이례적이고 예상치 못한 발전이었다. 이 지역은 너무 외진 곳이어서, 11세까지 이슬람 공국들에 들러싸인 이교도들의 거주지로 남아있었다. 12세기 초, 마흐무드가 이 지역을 습격한 뒤가 되어서야 그들은 이슬람교로 개종했는데, 마흐무드는 선교사들에게 이슬람의 계율을 가르치도록 맡겼다. 그 당시에도 이 지역에는 이교, 즉 대승불교의 다양한 분파가 그 세기말까지 지속되었다고 생각된다.

이스타크리와 이븐 하우칼과 같은 이슬람 역사가들은, 가즈나 시대 이전에 고르 지역에 비이슬람교도들의 거주지가 있었음을 증명한다.
고르(Ghor), 또는 고리스탄(Ghoristan)이라고도 한다. 히라트와 가즈니 사이에 있는 산이 많은 나라.이스타크리와 이븐 하우칼에 따르면, 이 나라는 험준한 산악 국가였으며 히라트, 파라흐, 다와르, 라바트, 키르완, 가르치스탄 등 주변의 이슬람 국가들과 경계를 이루었다. 고르는 그 자체로 '신앙심이 없는 자들'의 나라였고, 그곳의 주민들은 호라산과는 다른 언어를 사용했다.

그러나 구르 지역은 아프가니스탄 일대에서 번성하던 서아시아의 교역망과 문화 중심지들에 비하면 그저 변방의 산골 오지 지역에 불과했다.
9세기 아바스 칼리파국이 전성기를 누릴 무렵, '아미르 반지(Amir Banji)'라는 이름의 한 구르족 제후가 구르 지역을 통치했는데, 아마도 그는 중세 구르 왕조의 조상이었을 것이다. 당시 아바스 칼리파 하룬 알 라시드는 그의 통치를 인정해주었다.
구르 지역이 본격적으로 역사에 등장하는 것은 11세기 초로, 당시 활발한 정복 활동을 펼치던 가즈나 제국의 술탄 마흐무드가 1011년 이 지역을 공격하여 속령으로 삼은 뒤의 일이었다. 알 주즈자니의 기록에 따르면, 고르 지역의 통치자 아미르 수리(또는 이븐 이수리)는 가즈나 제국의 마흐무드에게 붙잡혀 그의 아들과 함께 수도 가즈니로 끌려갔고, 그곳에서 사망했다고 한다.
이 지역은 이전에 가즈니의 마흐무드에 의해 정복되었고, 주민들은 이슬람으로 개종했다.

이곳은 또한 모든 이웃들이 무슬림이 되었을 때 주민들이 공언한 고대 종교의 마지막 거점이었다. 서기 11세기에 가즈니의 마흐무드는 호르 이븐의 왕자 이븐 이수리를 무찌르고, 아힌가란 계곡에서 격렬한 싸움 끝에 그를 포로로 만들었다. 이븐 이수리는 타도를 기록한 저자에 따르면 불교도라고 한다.

이곳을 수 차례 공격한 마흐무드는 제국의 직할 영토로 편입하는 대신 구르인들에게 조공을 받고 간접적으로 지배하는 선에서 끝냈는데, 아마도 험준한 산악지대라 직접 통치에 별 이점이 없었을 뿐더러, 결정적으로 그는 이 지역 너머의 부유한 북인도 국가들을 약탈하는 데 더욱 관심이 있었기 때문이었다. 한편 이때 구르 지역에 이슬람이 전파되기 시작했는데, 존 맥레오드(John McLeod)와 같은 다양한 학자·역사가들은 구르인들이 이슬람으로 개종한 것을 가즈니 왕조의 마흐무드 때문이라고 생각한다.
마흐무드 사후, 가즈나 제국은 1040년 단다나칸 전투에서 셀주크 제국에게 패배한 뒤 호라산~이란 동부를 상실하고 아프가니스탄 일대로 밀려났다. 그러자 구르 왕조는 가즈나 왕조에 대한 충성을 철회하고, 셀주크 제국의 봉신이 되었다.
1148년, 가즈나 제국의 술탄 바흐람 샤는 당시 구르 왕조 통치자 셰이프 앗 딘 수리와 다투었는데, 그 원인은 전자가 후자의 동생 쿠트브 앗 딘 무함마드를 독살했기 때문이었다. 셰이프는 곧 군대를 이끌고 가즈니로 진군하여 바흐람 샤를 패배시켰다. 그러나 1년 후, 바흐람 샤는 다시 돌아와 셰이프를 상대로 결정적인 승리를 거두었고, 셰이프는 곧 십자가에 못 박혔다. 셰이프의 또 다른 동생 바하 앗 딘 삼 1세가 두 형제의 죽음에 복수하기 위해 나섰지만, 가즈니에 도착하기도 전에 죽었다.
셰이프의 형제들 중 막내이자, 새로이 구르 왕조의 왕으로 즉위한 알라 앗 딘 후세인(1149-1161) 역시 그의 두 형제들을 죽게 만든 바흐람 샤에게 복수하기를 원했다. 그는 바흐람 샤를 물리친 뒤, 가즈나 제국의 수도 가즈니를 함락시켰다. 이때 구르 군대에 의해 가즈니에 거주하던 주민 6만 명이 학살당했으며, 도시는 7일 밤낮동안 불태워졌다. 이후 후세인은 보스트로 진군하여 그곳의 가즈나 요새와 궁전들을 모조리 파괴했다. 이것은 그에게 '세계를 불태운 자(Jahānsūz)'라는 칭호를 가져다 주었다. 가즈나 왕조는 셀주크 제국의 도움을 받아 도시를 탈환했지만, 얼마 있지 않아 오구즈 튀르크족들이 쳐들어와서 가즈니를 점령해버렸다.
1152년, 알라 앗 딘 후세인은 셀주크 제국에 대한 경의를 표하는 것을 거부하고, 수도 피루즈쿠에서 군대를 이끌고 진격했다. 그러나 그는 셀주크 술탄 아흐마드 산자르에게 하르루드(Harīrūd) 계곡의 나브에서 패배하고 포로로 사로잡혔다. 일설에 따르면, 전투의 향방이 결정되는 시점에 후세인의 군대에 있던 6,000명의 유목민들이 그를 배신하고 셀주크 측으로 넘어갔다고 한다.
2년 뒤, 후세인은 거액의 몸값을 지불하고 겨우 고르로 돌아왔다. 이후 아흐마드 산자르가 오구즈 튀르크족 유목민들에게 붙잡히고 사망하자, 구르 왕조는 다시 영토를 확장할 수 있었다. 후세인은 그의 남은 통치 기간 동안, 가르치스탄과 토하리스탄, 자민다와르(헬만드 강 유역), 바미얀 및 호라산의 몇몇 도시들을 정복하여 그의 왕국의 영토를 넓혔다. 후세인이 1161년에 사망한 이후, 그의 아들 셰이프 앗 딘 무함마드가 뒤를 이었지만, 그는 2년 뒤 발흐에서 오구즈 튀르크족과 싸우다가 전사했다.
후세인의 통치 기간 동안, 구르족은 피루즈쿠를 중심으로 아프가니스탄 일대에 확고히 자리를 잡게 되었으며, 연대기 작가인 후즈자니가 '카니자크-이 투르키(Kanizak-i-turki)'라고 칭한, 튀르크계 노예 첩들과의 사이에서 낳은 후손들이 바미얀 등지에서 분파를 형성했다.

### 전성기
셰이프 앗 딘 무함마드의 후계자는 그의 조카(바하 앗 딘 삼 1세의 아들)들인 기야스 앗 딘 무함마드와 무함마드 고리였다. 기야스는 즉위한 직후, 그의 동생의 도움을 받아 아부 아바스라는 이름의 경쟁자를 제거했으며, 헤라트·발흐의 셀주크 총독을 끌어들인 삼촌 파흐르 앗 딘 마수드 역시 물리쳤다.
1173년, 무함마드 고리는 수 차례의 시도 끝에 가즈니를 재탈환했고, 그곳에서 가즈나 왕조를 축출했다. 2년 뒤인 1175년, 구르 왕조는 셀주크 제국으로부터 헤라트를 빼앗았는데, 곧 그곳은 피루즈쿠, 그리고 가즈니와 함께 그들의 주요 대도시이자 문화 발전의 중심지가 되었다. 이후 그들은 님루즈와 시스탄을 넘어 케르만까지 그들의 종주권을 확장했다.

#### 호라산 정벌(1192)
그 뒤, 무함마드 고리는 그의 형 기야스를 도와 당시 카라 키타이의 속국이었던 호라즘 제국을 상대로 호라산의 영유권을 놓고 경쟁했다. 본래 호라산 지역은 셀주크 제국의 통치 하에 있었으나, 1153년에 술탄 아흐마드 산자르가 패배한 이후 셀주크 패권이 붕괴되면서 오구즈 튀르크족들의 손으로 넘어간 상태였다. 1192년, 호라즘 왕자인 술탄 샤는 구르 군대에게 메르브 인근에서 패배했다. 이후 1200년에 호라즘 샤 테키쉬가 죽을 때까지 구르 왕조는 호라산 전역을 장악했으며, 니샤푸르를 점령했고, 더 나아가 이란 북동부의 베스탐(Besṭām)까지 도달했다.
1203년 3월 13일 형 기야스가 사망한 후, 무함마드 고리는 단독 통치자가 되었고, 그가 생전에 박해했던 이스마일파에 의해 암살될 때까지 제국을 통치했다.

#### 인도 정복(1175-1205)

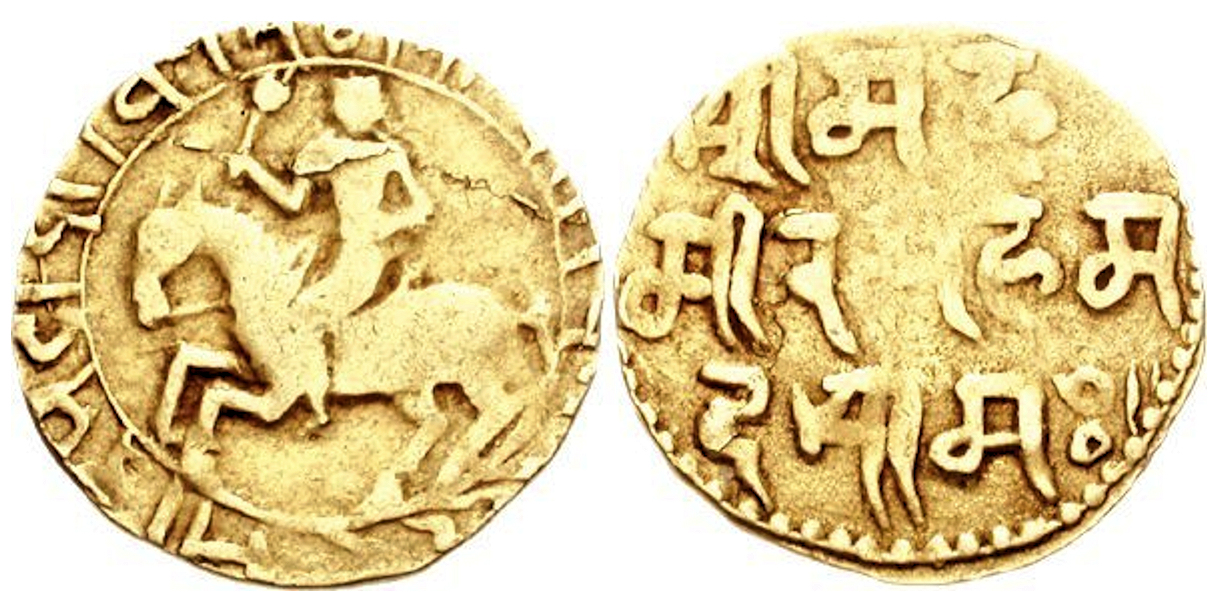
튀르크-아프간계 장군 무함마드 바흐티야르 할지(1204-1206)가 벵골을 통치할 동안 주조한 동전. 무이즈 앗 딘 무함마드의 이름으로 발행되었고, 날짜는 힌두교력을 기준으로 새겨졌다. 당시 인도에 들어왔던 이슬람 세력들의 현지화 방법을 잘 보여준다.

구르 왕조의 침공 직전, 북인도는 수많은 독립적인 힌두 라지푸트 왕들에 의해 지배되고 있었는데, 각각 델리의 차우한 왕조 통치자 프리트비라자 3세, 구자라트의 차울루키아 왕조 통치자 물라자 2세, 카나우지의 가하다발라 왕조 통치자 자야찬드라, 그리고 갠지스 평원 동쪽의 벵골에 위치한 락슈마나 휘하의 세나 왕조 등이 있었다.
형 기야스 앗 딘 무함마드는 피루즈쿠를 수도로 두고 제국의 서부를 통치했으며, 동생 무함마드 고리는 가즈니를 수도로 두고 제국의 동부를 통치했는데, 그는 1175년부터 인도 아대륙 침공을 시작하여 1205년까지 북부 인도와 벵골을 정복했다.
1175년, 무함마드 고리는 인더스 강을 건넌 뒤 카이베르 고개 대신 고말 고개를 통해 펀자브로 침입했다. 그곳의 가즈나 왕조를 밀어냈다. 이후 고리는 카르마트인들로부터 물탄을 정복했으며, 1176년에는 펀자브 남부의 우흐를 함락시켰다.
1178년에 그는 다시 고말 고개를 건넜고, 물탄-우흐-타르 사막을 지나 구자라트로 쳐들어갔다. 그러나 구르 군대는 가즈니로부터의 긴 행군으로 인해 지쳐있었고, 설상가상으로 그들은 라지푸트 왕들이 이끄는 인도 연합군과 맞서야 했다. 결국 카사흐라다 전투에서 무함마드 고리는 패배했고, 이로 인해 추후 인도 침략을 위한 진군 경로를 바꾸었다. 그 뒤 그는 인도 북부로 향하는 길목인 펀자브와 파키스탄의 일부 지역을 통제하는 가즈나 왕조를 압박했다. 그리하여 그 다음 10년 동안, 고리는 신드, 페샤와르, 시알코트를 정복했으며, 3번의 침입 끝에 마침내 1186년, 라호르에서 연명하던 '가즈나' 왕조를 멸망시키고 제국의 영토로 합병하였다.
1191년, 구르 왕조는 바틴다를 점령하고 델리를 향해 진군했지만, 제 1차 타라인 전투에서 차우한 왕 프리트비라자 3세가 이끄는 라지푸트 연합군에게 패배했다. 그럼에도 불구하고 고리는 1년 뒤 튀르크 궁기병들을 이끌고 다시 돌아왔고, 제 2차 타라인 전투에서 라지푸트 연합군을 쳐부수고 프리트비라자를 처형했다. 프리트비라자의 아들 고빈다라자 4세는 구르 왕조에게 복속하며 봉신이 되었다. 1193년, 델리는 무이즈 웃 딘의 휘하 장군 쿠트브 웃 딘 아이바크에 의해 정복되었고, 곧 그는 델리 총독으로 임명되어 그곳을 통치했다.
1194년 무함마드 고리는 인도로 돌아와 5만 명의 기병대와 함께 야무나 강을 건넜고, 찬다와르 전투에서 가하다발라 왕 자야찬드라와 맞붙어 그를 전사시켰다. 전투 이후, 무이즈는 자신의 장군 쿠트브 웃 딘 아이바크를 선봉으로 하여 동쪽으로 진격을 계속했다. 그는 바라나시를 점령하고 황폐화시켰으며, 그 과정에서 '천 개의 사원 속 우상'들이 파괴되었다. 학자들은 이때 불교 도시인 사르나트 역시 황폐화되었다고 생각한다. 1196년, 아이바크는 괄리오르의 카차파가타 왕 술락샤나팔라를 물리치고 괄리오르 요새를 함락시켰다. 또한 그는 1196년 비마 2세가 이끄는 라지푸트-차울루키아 연합군을 완파하고 아나힐라바드를 점령했다.
1202-1203년 사이 쿠트브 웃 딘 아이바크는 갠지스강 일대의 찬델라 왕조를 침공했다. 구르 군대는 인도 북부를 가로질러 진격하는 동안, 그 지역의 토착 왕조들을 멸망시키고 힌두교 사원을 모조리 파괴한 뒤 모스크를 건설했다. 약탈로부터 얻은 부는 제국 서부의 기야스 앗 딘에게 보내졌다.
1203년경, 구르 왕조의 또 다른 장군인 무함마드 바흐티야르 할지가 갠지스강 하류 평원을 휩쓸고 벵골로 쳐들어갔다. 그는 비하르에서 나란다 대학과 같은 불교 교육의 중심지를 파괴하여 이슬람 도래 이전에 번성했던 인도 학문의 쇠퇴에 크게 기여했다고 한다. 할지는 중부 벵골의 고대 도시 누디야를 약탈하고 1205년 옛 세나 왕조의 수도 라크나우티에 이슬람 통치를 확립했다.
무함마드 고리는 정복한 인도 영토 곳곳에 구르 왕족들이 아닌 자신의 충실한 튀르크 장군들을 총독으로 임명했다. 1206년 3월 그가 암살당한 후, 그의 영토는 그의 맘루크 장군들이 통치하는 작은 제후국들로 분열되었다. 타즈 알 딘 일디즈는 가즈니, 나시르 웃 딘 카바차는 물탄, 바하 웃 딘 투그릴은 바야나, 그리고 쿠트브 웃 딘 아이바크는 델리를 지배했다. 한편 바흐티야르 할지는 벵골을 통치했지만 곧 암살당했고, 1227년 멸망할 때까지 여러 할지족 통치자들에 의해 계승되었다. 1206-1228년 사이에 다양한 튀르크계 장군들과 그 후계자들은 우위를 차지하기 위해 서로 경쟁했다.
그 뒤 광할한 갠지스 평원 일대에 노예 왕조가 등장했는데, 그들은 델리 술탄국의 첫 번째 왕조였으며, 이후 4개의 왕조에게 계승되었고, 1526년 무굴 제국이 등장할 때까지 약 3세기 동안 인도 아대륙의 대부분을 통치했다.

### 쇠퇴와 멸망
기야스 앗 딘 무함마드는 1203년 3월 13일 통풍으로 사망했고, 무함마드 고리가 구르 왕조의 단독 통치자가 되었다. 얼마 지나지 않아 호라즘 제국의 무함마드 2세가 쳐들어와 메르브 인근을 위협했지만, 무함마드는 그를 몰아내고 오히려 호라즘 제국의 수도 구르간즈를 포위했다.
그러자 무함마드 2세는 그들의 종주국이었던 카라 키타이에게 도움을 호소했고, 이에 카라 키타이 황제 야율직로고가 친히 이끄는 대규모 군대가 도착했다. 옥수스 강 인근에서 벌어진 안드후드 전투에서, 구르 군대는 카라 키타이와 호라즘 제국의 연합군에게 완패했다. 이번 안드후드에서의 패배로 인해 구르 왕조는 호라산 대부분 지역의 통제권을 상실해버렸다. 이후 무함마드 고리는 1년여만에 대군을 일으켜 이전의 패배를 설욕하기 위해 트란스옥시아나를 침공했지만, 펀자브 일대에서 반란이 일어나자 이를 진압하기 위해 회군할 수 밖에 없었다. 1206년 3월 15일, 반란 진압을 마치고 돌아오는 길에, 무함마드 고리는 오늘날 파키스탄 소하와에서 암살당했다.
1206년 무함마드 고리가 사망하자, 1200년 즈음에 정점을 찍었던 구르 왕조의 패권은 숨 돌릴 틈도 없이 무너져내렸으며, 구심점을 잃어버린 구르 씨족들은 영토를 분배받은 그대로 분열되었다. 잔존한 구르 왕조의 토후들은 호라즘 제국과 힘겨운 싸움을 이어가야 했다. 무함마드 2세 휘하의 호라즘인들은 1206년 헤라트와 구르를 점령했고, 마침내 1215년 가즈니마저 함락시킴으로써 구르 제국을 완전히 멸망시켰다.
그러나 왕조가 완전히 멸망한 것은 아니었고, 구르인들은 수도를 델리로 옮겨 인도 아대륙의 대부분, 시스탄, 아프가니스탄 남부에서 통치를 이어나갔다. 비록 그들이 세운 제국은 단명했지만, 무함마드 고리의 북인도 정복은 향후 몇 세기 동안 이어질 델리 술탄국 건국의 기반을 닦았으며, 인도의 이슬람화에 적지 않은 공헌을 했다는 점에서 그 의의가 크다.

## 종교
구르 왕조는 동부 이슬람 세계의 수니파 이슬람 수호자로 자리매김했다. 그들은 바그다드에 있는 아바스 칼리파국과 우호적인 관계를 맺었고, 페르시아 서부로 호라즘인들이 진격하는 것을 막는 데에 서로 협력했다. 그들의 인도 정복은 또한 '이슬람의 군대(lashkar-i Islam)'와 '이교도들의 군대(lashkar-i Kuffar)' 간의 전투로 널리 알려졌으며, 정통의 수호자로서 이슬람 세계에서 구르 왕조가 큰 명성을 얻게 만들어주었다.

## 문화

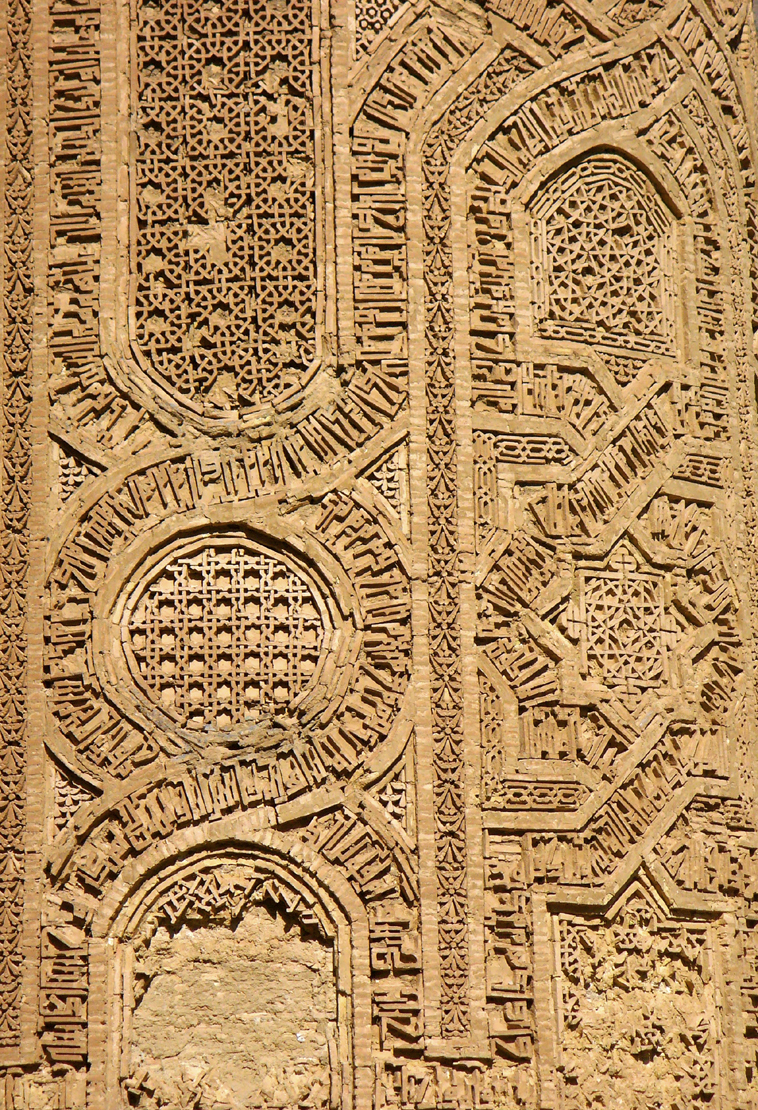
코란의 19번째 수라 마리암(مريم)이 새겨진 잠의 미나렛 장식.

구르 왕조는 페르시아 문화·문학의 훌륭한 후원자였으며, 훗날 인도 아대륙에서 건국된 문화적으로 페르시아화했던 국가들의 시초라고도 할 수 있다. 하지만 구르 시대에 제작된 문헌들은 대부분 소실되었다.
그들은 또한 페르시아 건축 양식을 인도로 가져왔다. 델리 술탄국 시기의 수피즘 학자 아미르 쿠스라우에 따르면, 인도인들은 '구르족과 튀르크족'의 영향 때문에 페르시아어를 배웠다고 한다. 페르시아 왕권의 개념은 구르족의 제국 형성 및 정치적·문화적 통합의 기초가 되었다.
구르 제국의 잔재에서, 19세기 후반 무굴 시대까지 페르시아어를 이 지역의 공식적인 궁정 언어로 확립한 델리 술탄국이 성장했다.
튀르크 노예 병사들이 구르 군대의 대부분을 차지했으므로, 구르족 사이에서는 튀르크인과의 혼혈이 많이 이루어졌다. 이 다양한 민족들 사이에는 "타지크, 페르시아, 튀르크 및 아프가니스탄 토착 민족들 간의 눈에 띄는 혼합"이 있었다고 한다.
적어도 13세기 말 인도의 노예 왕조를 통치할 때까지, 구르 왕조의 튀르크인들은 페르시아어가 아닌 튀르크어를 주요 언어로 사용했고, 스스로를 페르시아의 '펜의 사람'에 반대되는 '검의 사람'이라고 주장하며, 무례하고 호전적인 방식을 계속 고집하는 등 민족적인 특성을 계속 유지했다.

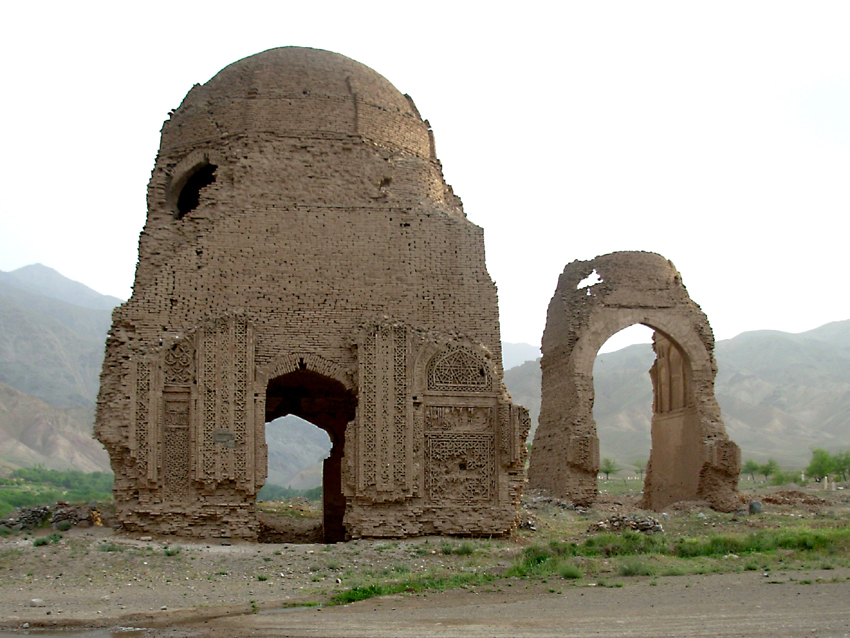
치슈트에 있는 두 개의 서부 영묘(1167년 축조)
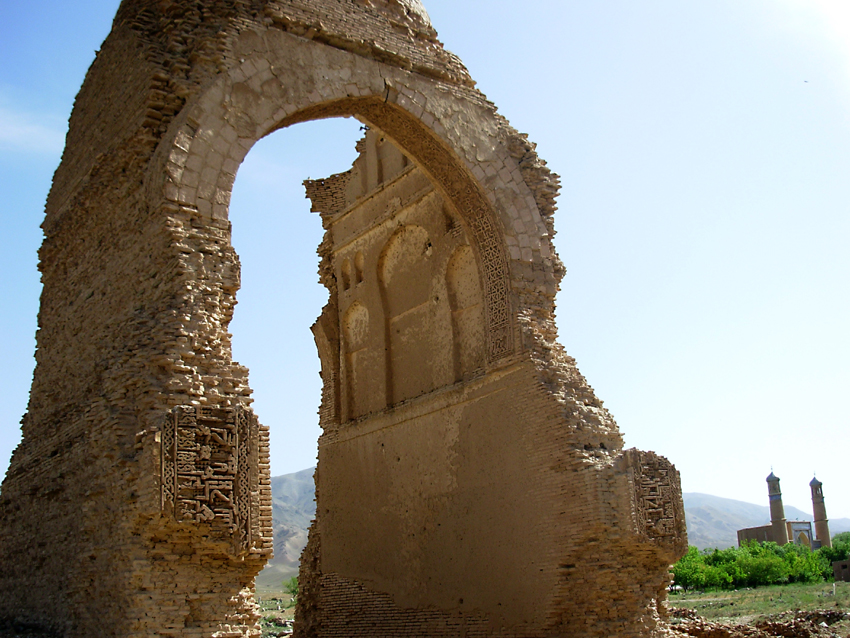
치슈트에 있는 동쪽 영묘(1194년 축조)
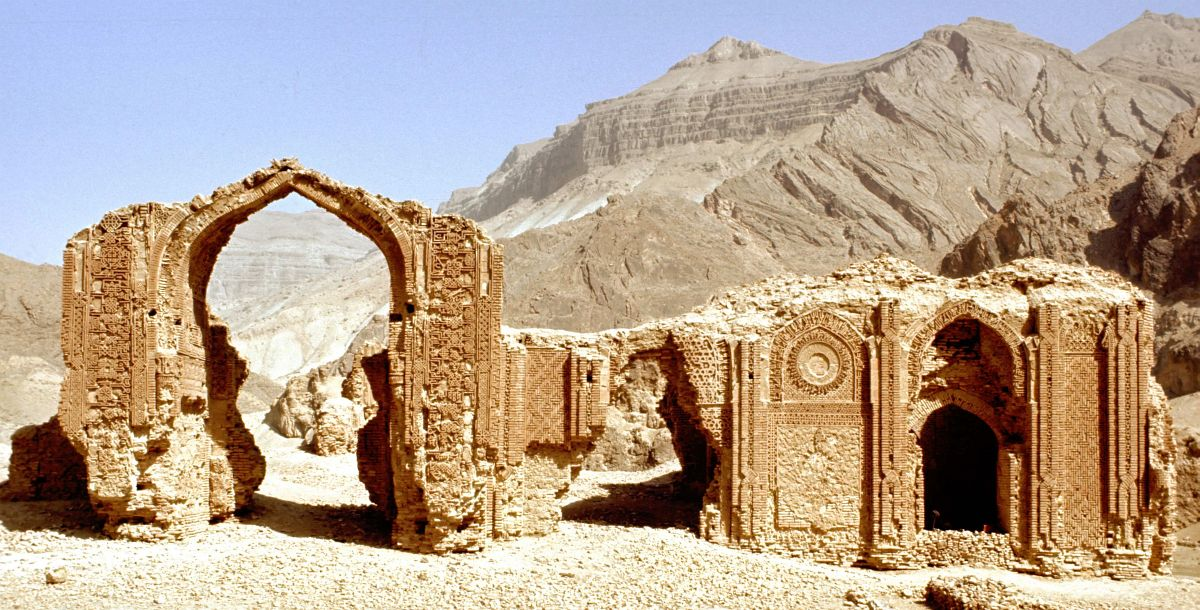
'샤히 마샤드(Shah-i Mashhad)' 마드라사 유적지(1176년 건축)
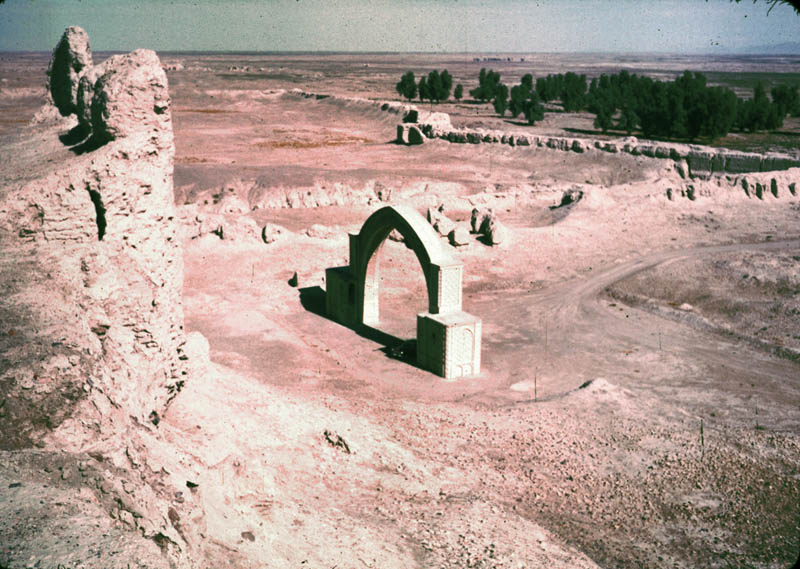
'칼라-에 보스트(Qala-e-Bost)' 유적지의 구르식 아치
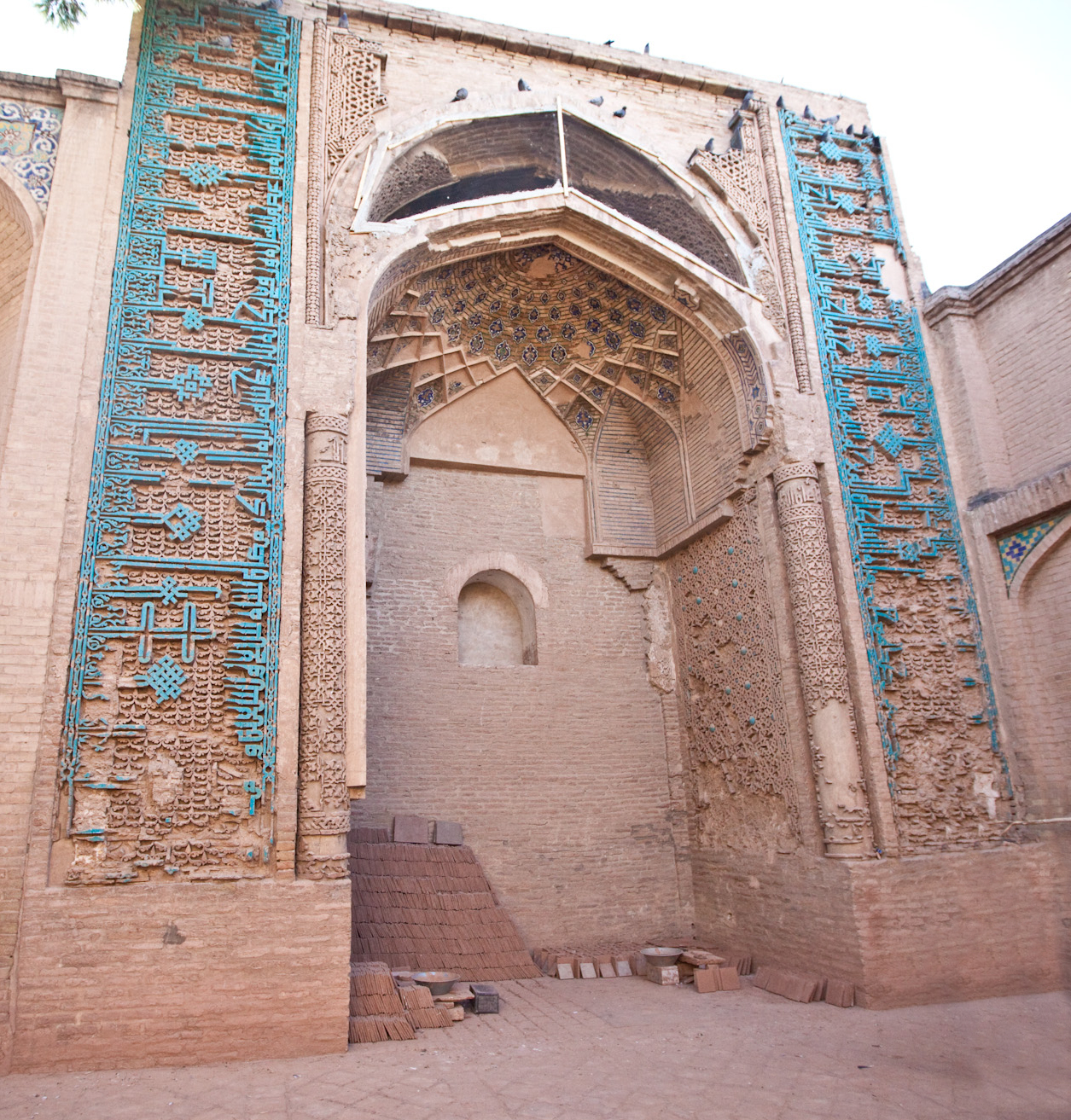
그레이트 헤라트 모스크에 있는 구르 건축물(아이완). 1200-1201년 사이에 건축됨.
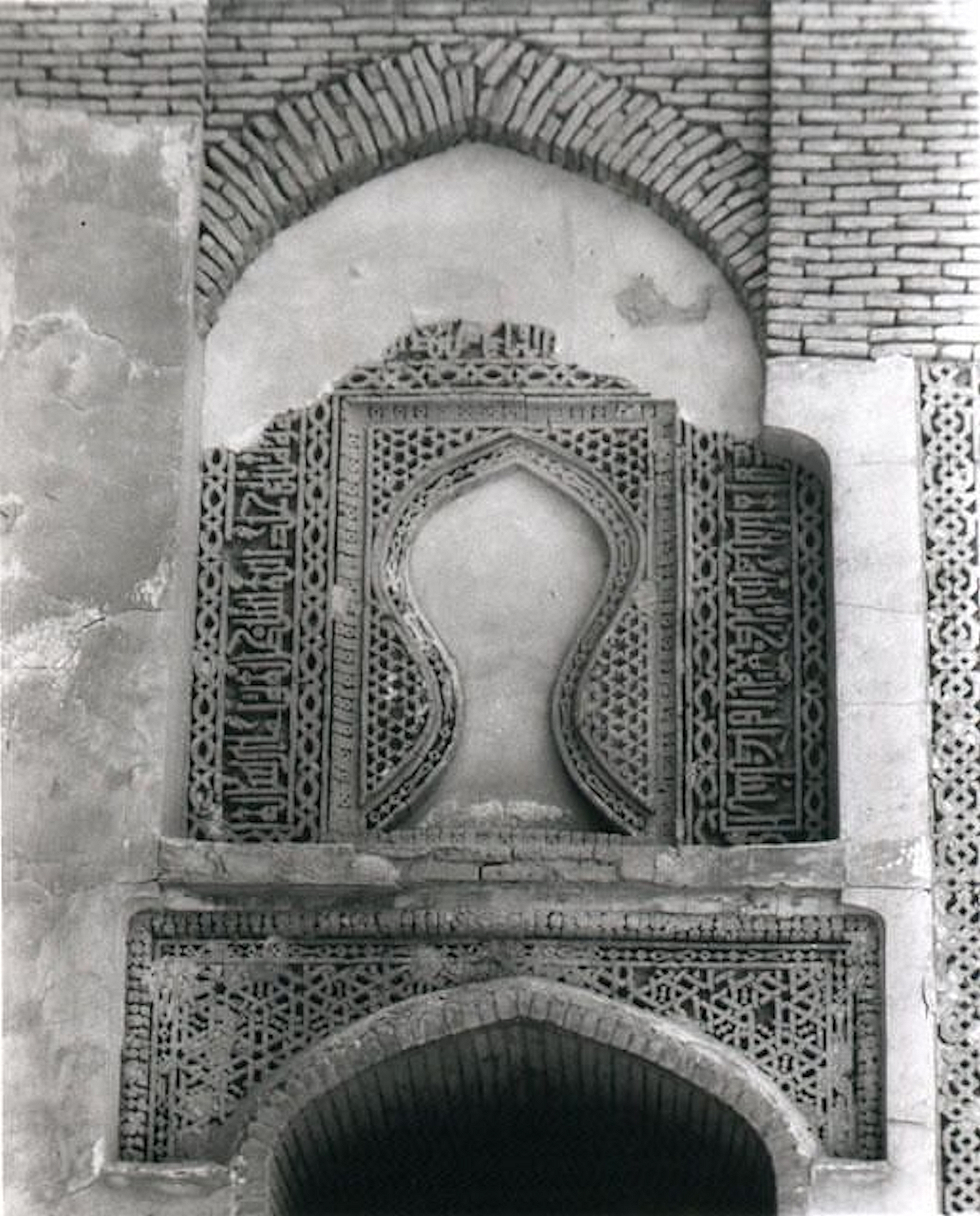
금요 예배 모스크의 열쇠 구멍 모양 아치(가즈나 왕조 양식)
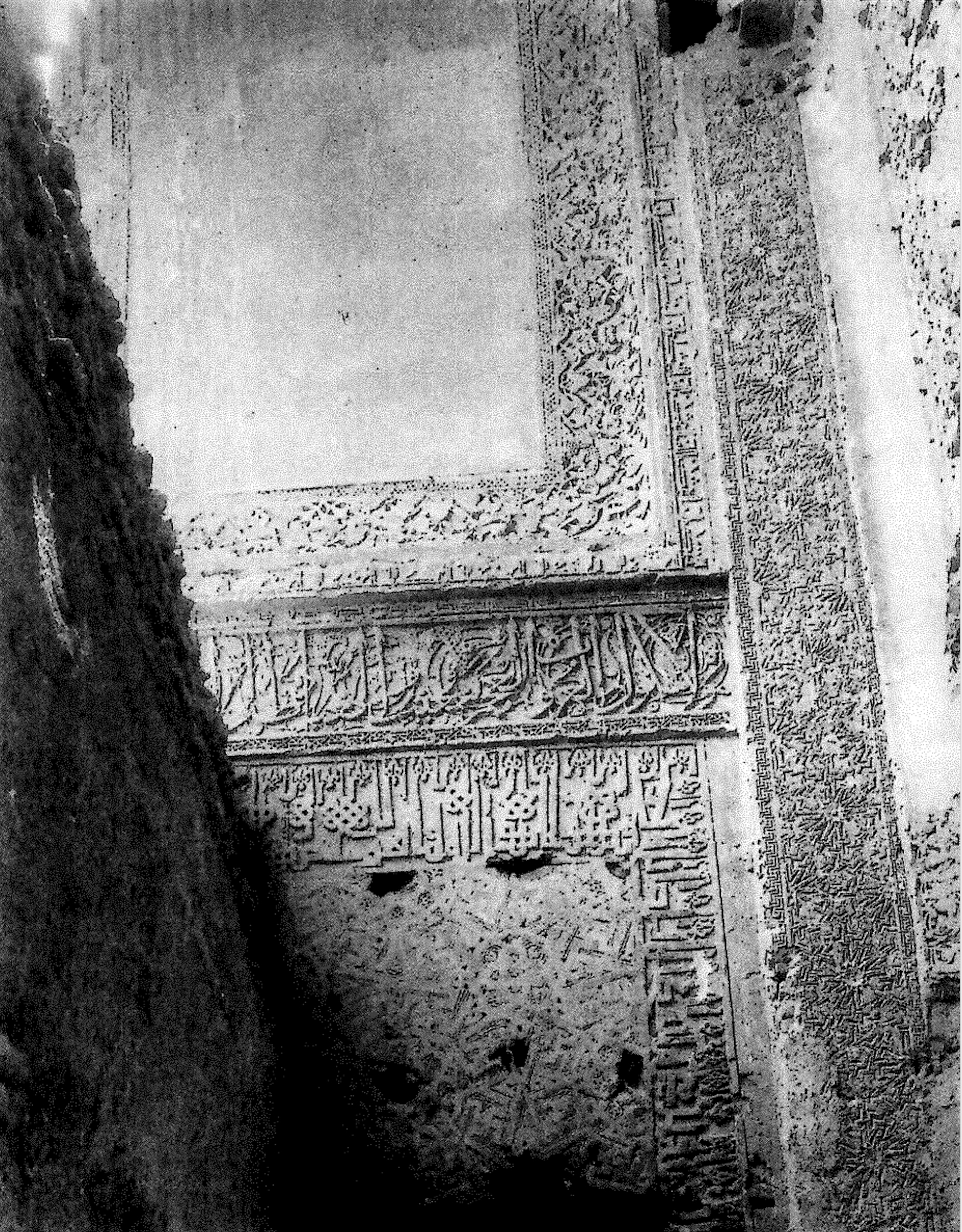
기야스 앗 딘 묘소, 입구 내부
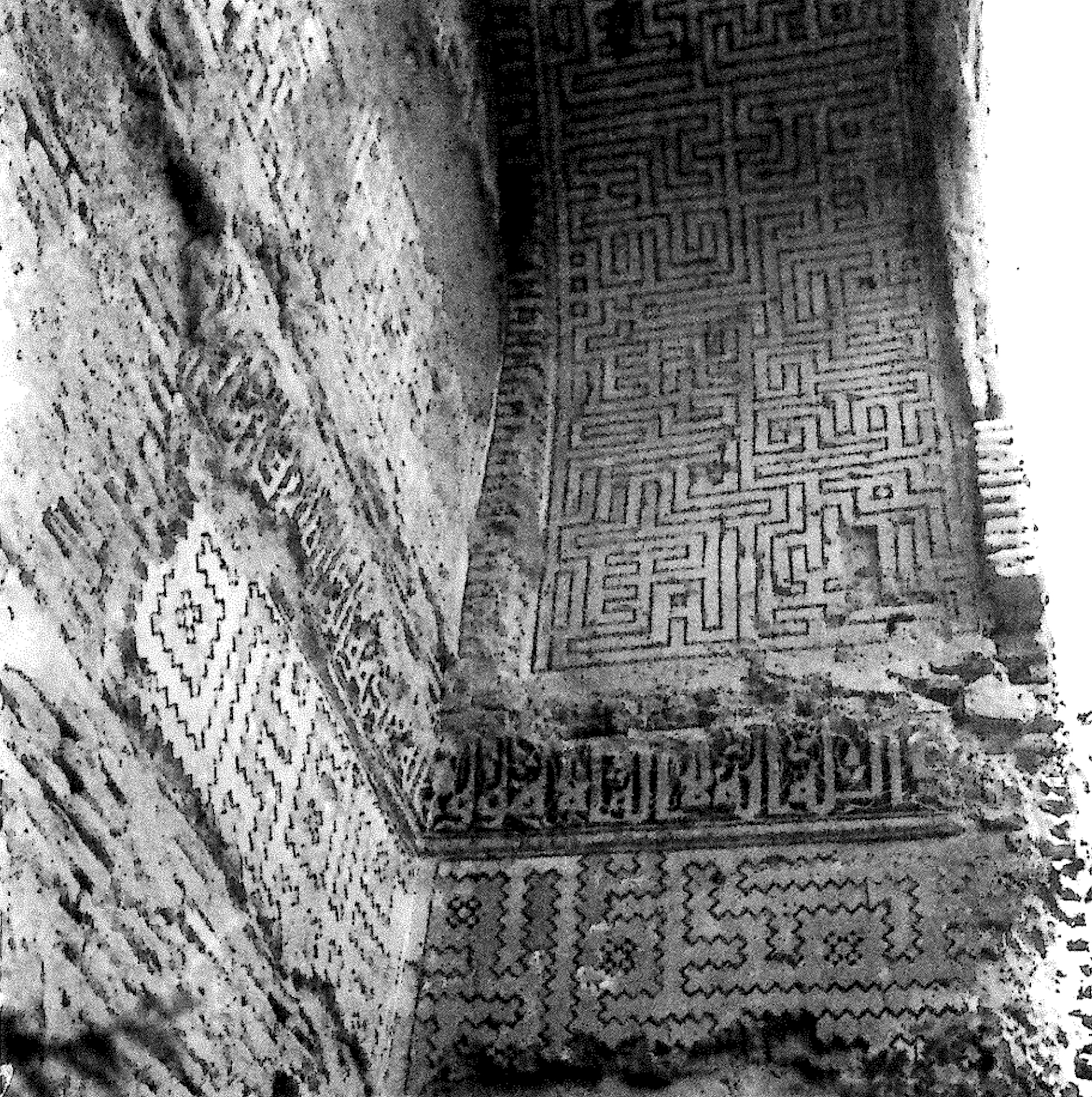
기야스 앗 딘 묘소의 쿠픽 비문
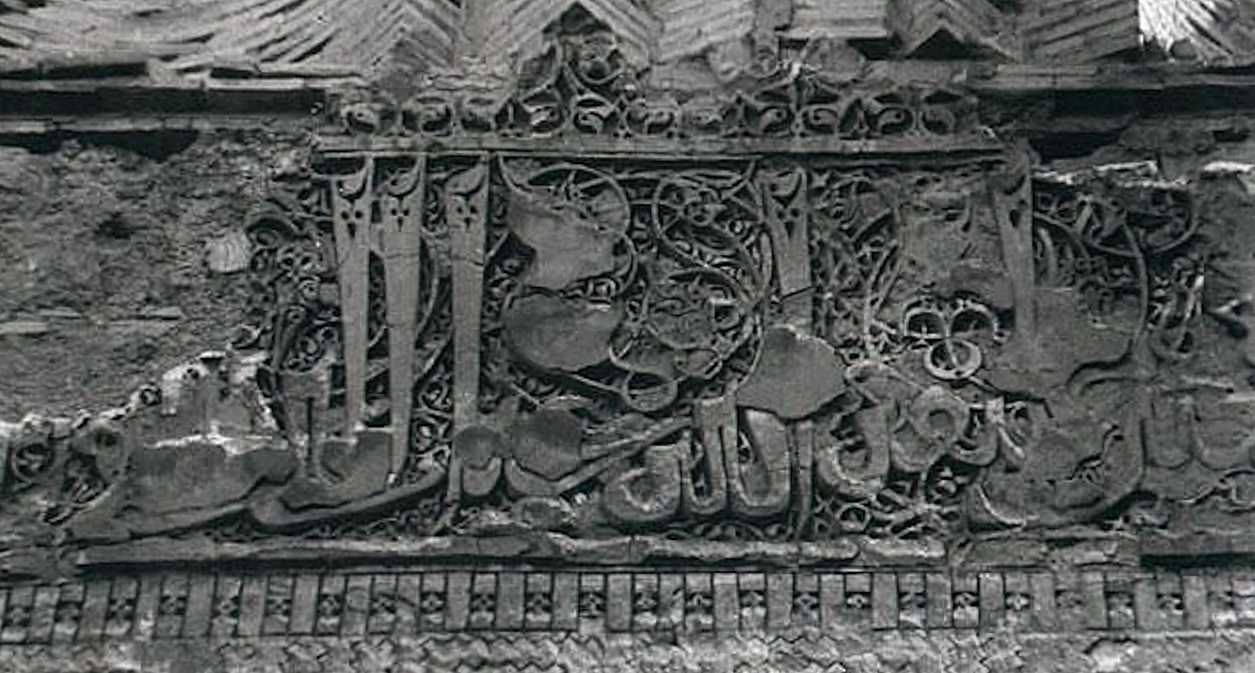
기야스 앗 딘 묘소의 나스키 명문
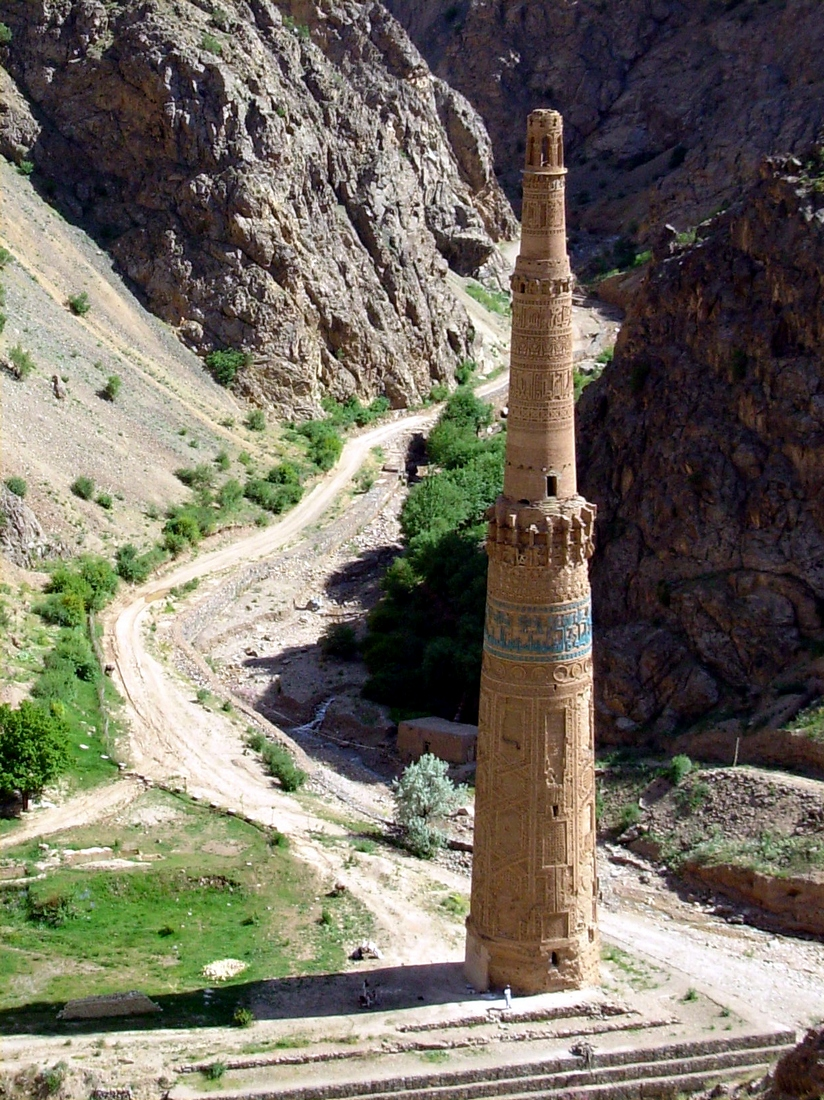
위에서 바라본 잠의 미나렛

### 구르 시대의 금속 세공품

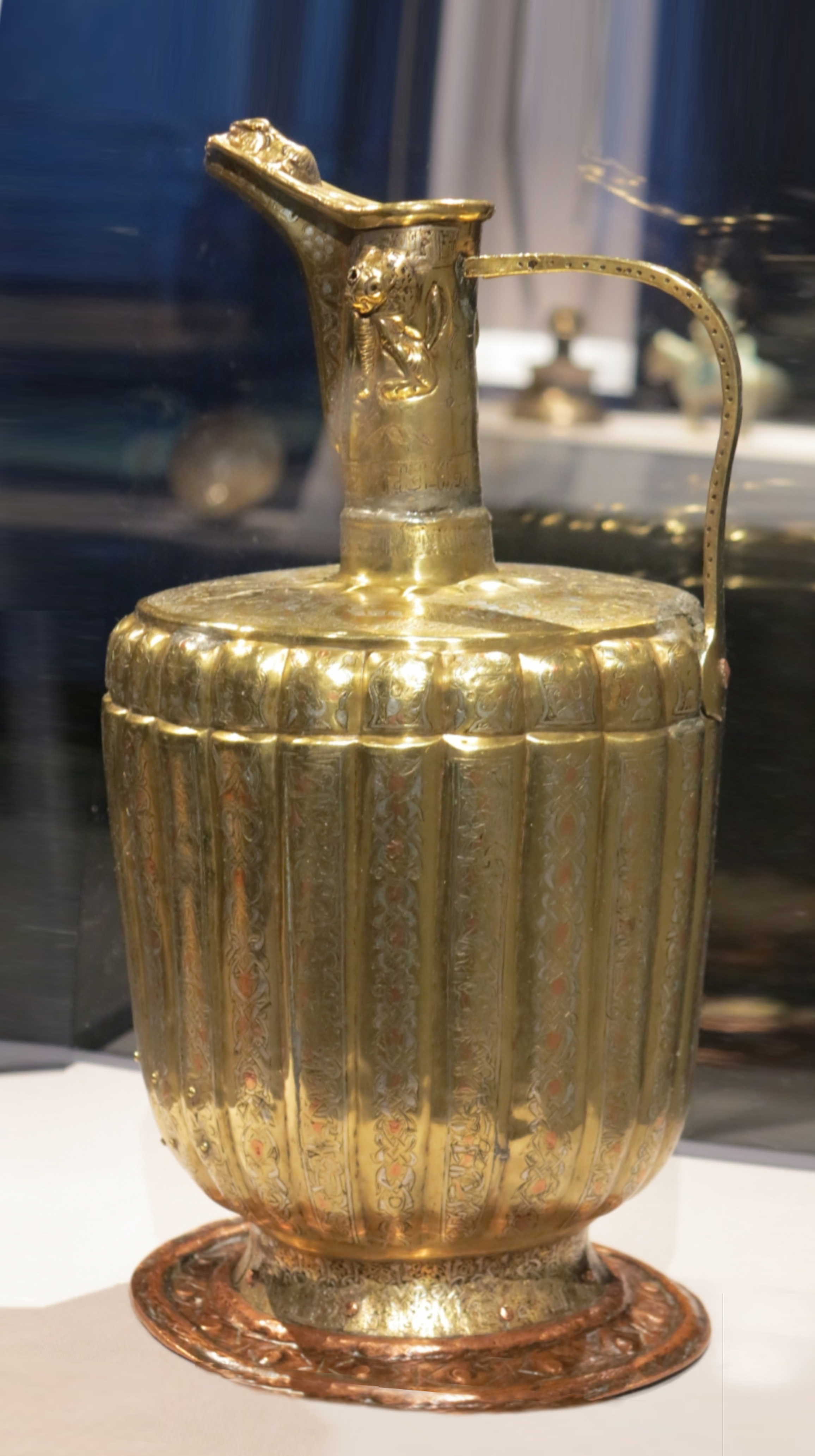
마흐무드 b.무하마드 알 하라위의 물병. 1181-1182년 사이에 제작된 것이다. 위 사진은 2016년 조지아 국립 박물관의 전시회 《코트와 코스모스: 셀주크의 위대한 시대》에 전시되었던 모습.

1175년 구르 왕조가 셀주크 제국의 동부 지역 도시들을 점령했는데, 이후 헤라트에 금속 세공 학교가 건립되었다. 12세기 호라산에서는, 은박 부족으로 인해 놋쇠 바탕에 은박 상감 금속 세공 양식을 가미하는 새로운 예술 양식이 개발되었다. 특히 헤라트는 12세기 중반까지 보브린스키 청동 양동이(1163) 등 고품질의 상감 금속 마감 제품을 생산한 것으로 특히 유명하다.
1180-1200년 무렵의 구르 지배기 당시, 이 헤라트 금속 세공 학교에서 주목할 만한 일련의 이슬람식 물병(ewer)들이 제작되었다. 그 중 하나는 현재 조지아 국립 박물관에서 소장 중이며, 그 표면에는 페르시아어로 된 시가 있는데, 이는 1181-1182년에 헤라트에서 제작되었다는 것을 구체적으로 기록하고 있다.
나의 물병은 역사상 가장 아름다운 물병이다. 오늘날 이 세상에 이런 것을 가지고 있는 사람이 누구인가? 그것을 본 모든 사람들은 그것이 매우 아름답다고 말했다. 그 누구도 그것과 동등한 아름다움을 지닌 것을 본적이 없다. 왜냐하면 그것에 비견될 것이 없기 때문이다.

영혼이 태어나는 물병을 보라. 그곳에서 흐르는 것이 바로 생명의 물이다. 거기서 나오는 모든 흐름이 손에 느껴진다. 매 순간 새로운 즐거움이 만들어진다.

모두가 칭찬하는 그 물병을 보라. 당신처럼 명예로운 이에게 주어질 가치가 있을 것이다. 그것을 보는 모든 이들의 눈이 크게 뜨인다. 그리고 그들은 이보다 더 좋은 것은 없을 것이라고 말한다.

이 물병은 헤라트에서 만들어진 것이다. 이런 물건을 (이 세상에) 만들 수 있는 사람이 또 누가 있는가? 비록 저 수정 천구의 행성들이 머리를 높이 들지만, 그들이 이런 물병을 만들어내는 그를 호의적으로 바라보기를 바란다.

그런 눈물을 흘리는 자에게 자비를 베풀어 주십시오. 그가 그것을 만들 때 은과 금을 주시기를 바랍니다. 그에게 행운이 찾아와서 우정으로 어루만져주기를 바랍니다. 그의 고통이 적들에게 옮겨지기를 바랍니다.— 마흐무드 b. 무하마드 알 하라위라는 인물에 의해 제작된 물병에 새겨진 문구. 이 물병은 황동 바탕에 구리와 은으로 상감되어 있었다. 현재 조지아 국립 박물관 소장.

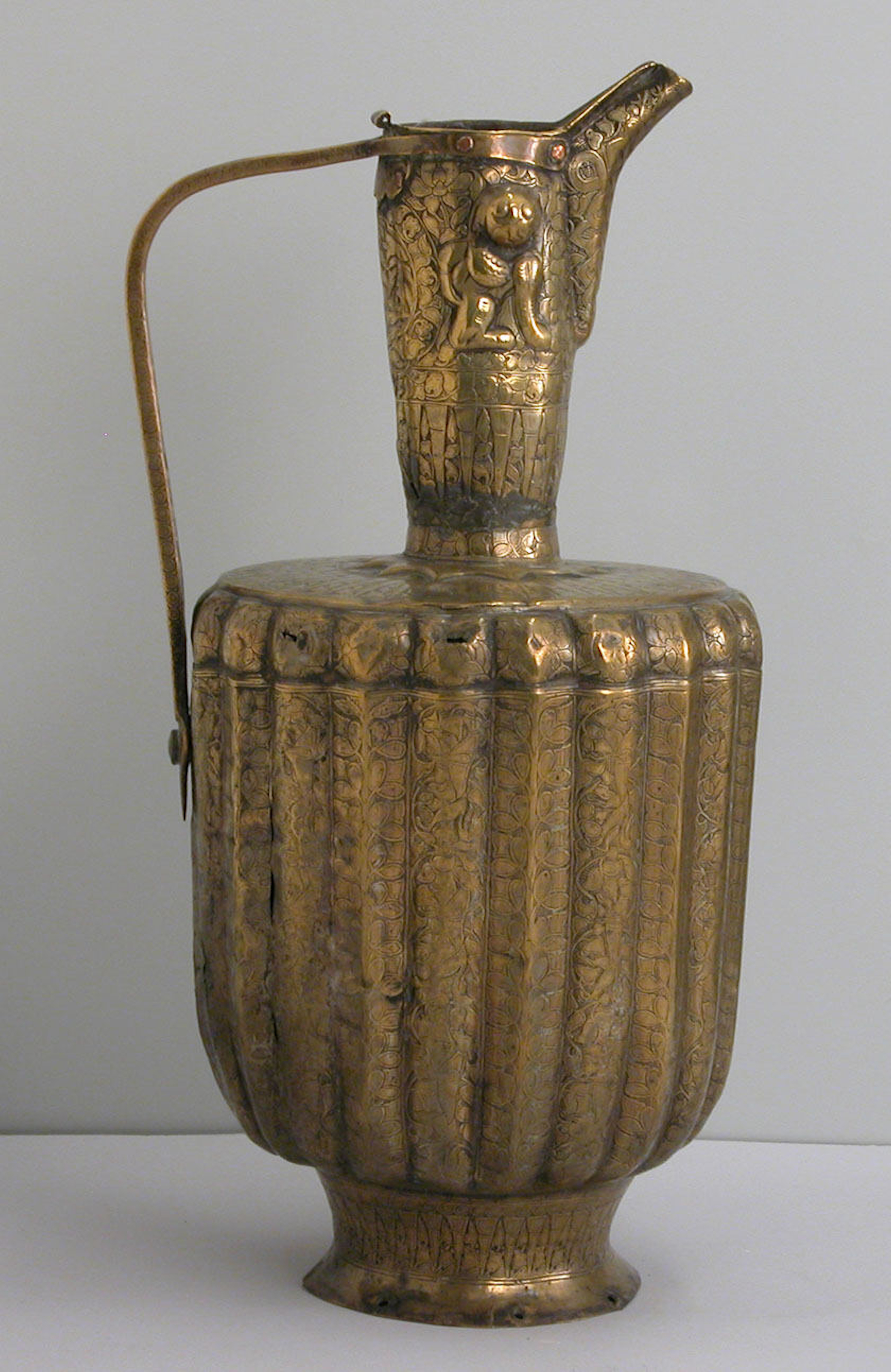
조지아 국립 박물관의 것과 비슷한 작품이다. 현재 메트로폴리탄 미술관 소장.
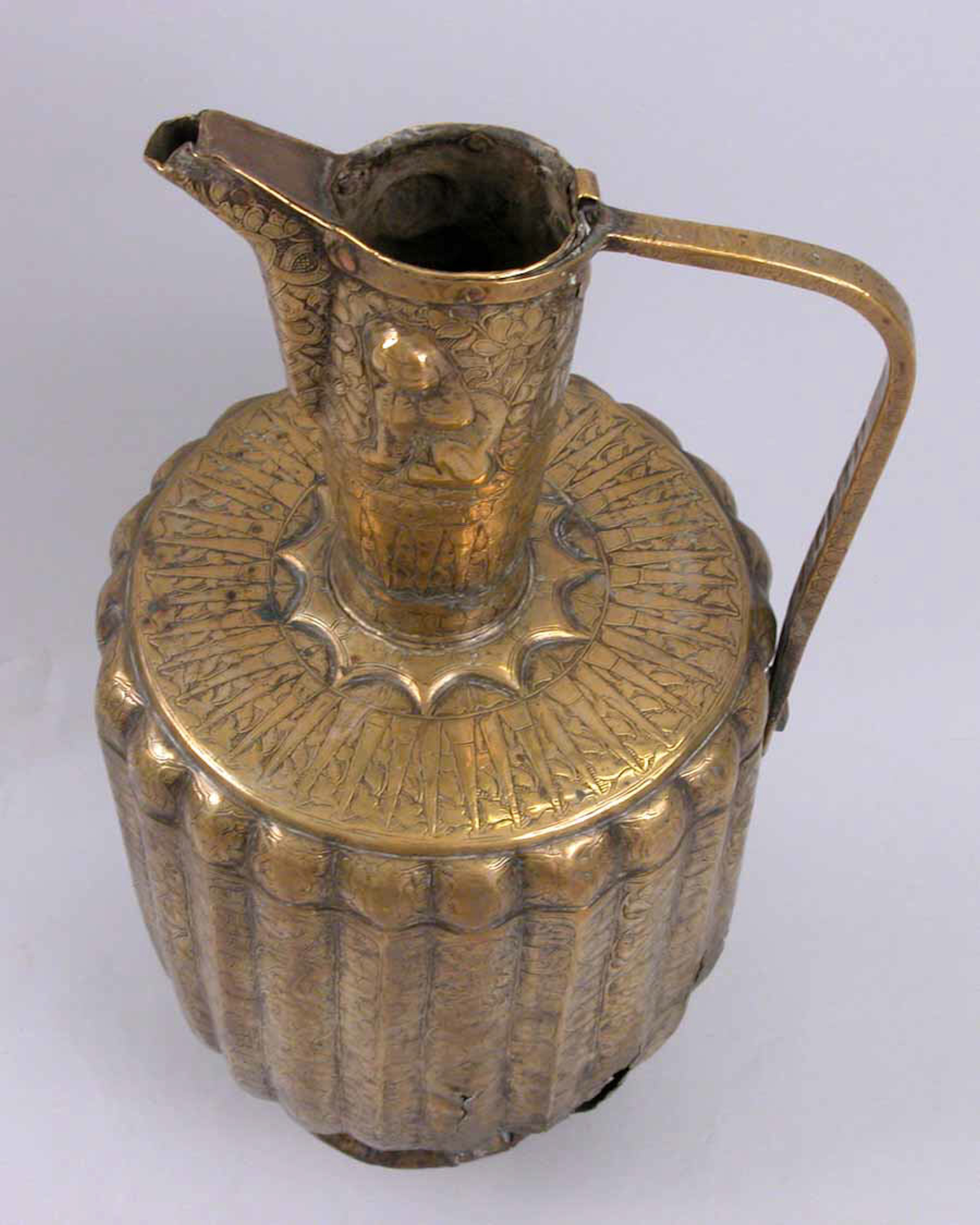
위에서 바라본 모습
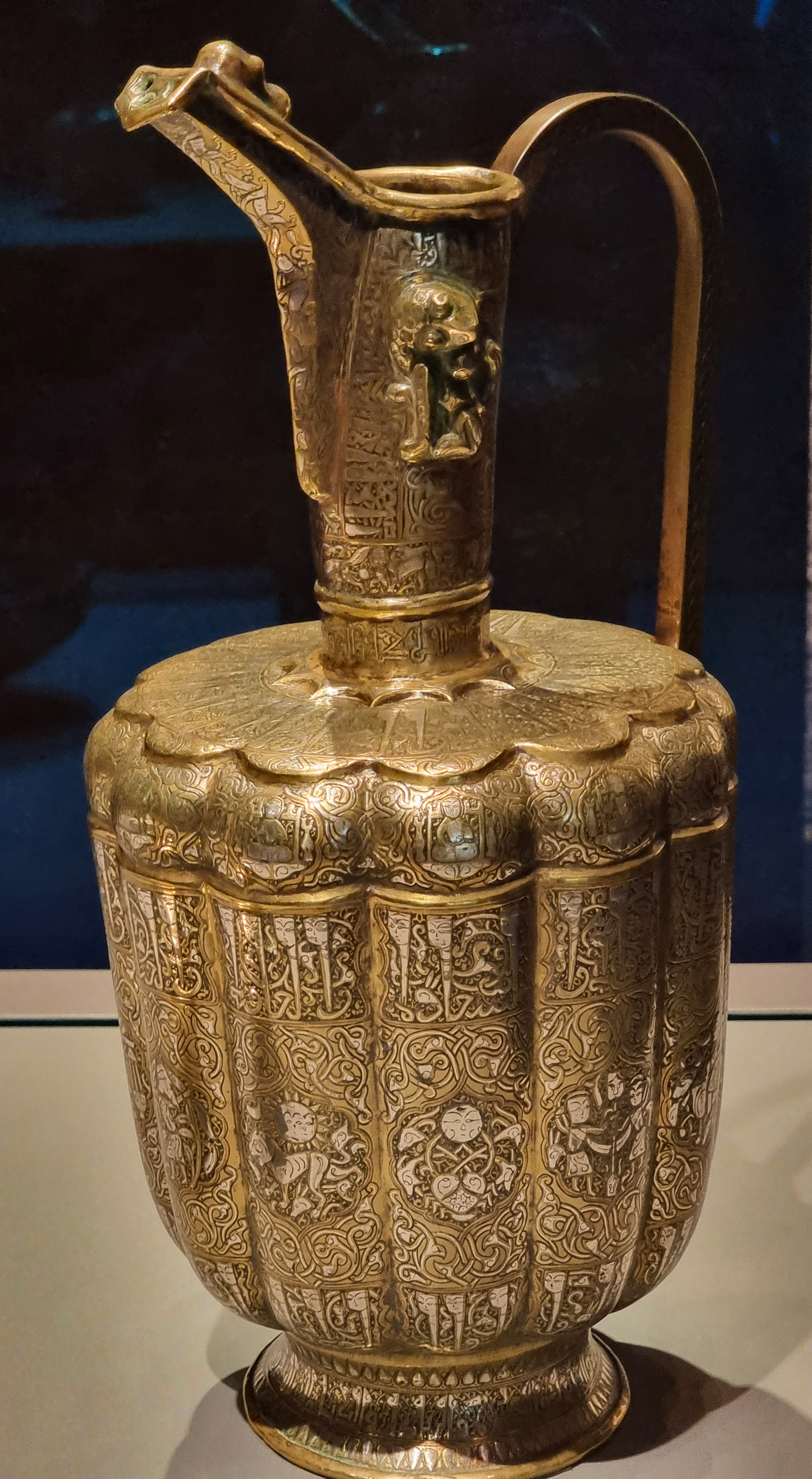
도하의 이슬람 미술 박물관에 있는 것
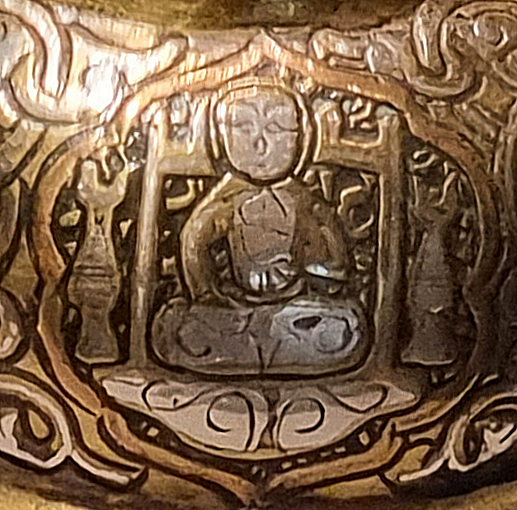
왕좌에 앉아 있는 인물 모습
구르 시대의 헤라트(1180-1200)에서 가장 많이 발견되는 놋쇠 술병.[90][42]

'상대적으로 적은 도구를 필요로 하는' 이러한 양식과 기술은 호라산 장인들이 다른 도시로 이주하면서 점차 서쪽으로 퍼졌다. 13세기에 이르러서는, 은으로 상감을 입힌 황동 물병 양식이 튀르크계 장기 왕조 치하의 모술에 도달했다.

## 통치자 목록
| 발행 동전 | 지도자 칭호(s)                                             | 지도자 이름                            | 통치 시기      |
| --- | ---------------------------------------------------------- | -------------------------------------- | -------------- |
| | 아미르 امیر                                                | 아미르 반지 امیر سوری                  | 8세기 무렵     |
| | 말리크 ملک                                                 | 아미르 수리 امیر سوری                  | 9세기 – 10세기 |
| | 말리크 ملک                                                 | 무함마드 이븐 수리 محمد بن سوری        | 10세기 – 1011  |
| 가즈나 제국의 봉신 |                                                            |                                        |                |
| | 말리크 ملک                                                 | 아부 알리 이븐 무함마드 ابوعلی بن محمد | 1011–1035      |
| | 말리크 ملک                                                 | 압바스 이븐 시스 عباس بن شیث           | 1035 – 1060    |
| | 말리크 ملک                                                 | 무함마드 이븐 압바스 محمد بن عباس      | 1060 – 1080    |
| | 말리크 ملک                                                 | 쿠트브 앗 딘 하산 قطب‌ الدین حسن        | 1080 – 1100    |
| 셀주크 제국의 봉신 |                                                            |                                        |                |
| | 아불-물루크 ابولملک                                        | 이즈 앗 딘 후사인 عز الدین حسین        | 1100–1146      |
| | 말리크 ملک                                                 | 사이프 앗 딘 수리 سیف‌ الدین سوری       | 1146–1149      |
| | 말리크 ملک                                                 | 바하 앗 딘 삼 1세 بهاء الدین سام       | 1149           |
| | 말리크 ملک 술탄 알 무아잠 سلطان المعظم                     | 알라 앗 딘 후사인 علاء الدین حسین      | 1149–1161      |
| 독립적인 통치자 |                                                            |                                        |                |
| | 말리크 ملک                                                 | 사이프 앗 딘 무함마드 سیف‌ الدین محمد   | 1161–1163      |
| Ghurids (Ghur & Ghazna). Ghiyath al-Din Muhammad. AH 558–599 AD 1163–1203. Baldat Herat mint. Dated AH 599 (AD 1202–3).                                                                             | 술탄 아불 파티흐 سلطان ابوالفتح                            | 기야스 앗 딘 무함마드 غیاث‌ الدین محمد  | 1163–1203      |
| Coin of Mu'izz al-Din Muhammad, AH 599–602 1171–1206 CE · Indian coinage (Pagoda) of Mu'izz al-Din Muhammad. Obverse: Lakshmi seated facing. Reverse: śri maha/[mi]ra mahama/da sama in Devanagari. | 술탄 샤하브 웃 딘 무함마드 고리 سلطان شهاب‌ الدین محمد غوری | 무이즈 앗 딘 무함마드 معز الدین محمد   | 1203–1206      |
| 호라즘 제국의 봉신 |                                                            |                                        |                |
| Coin of Ghiyath al-Din Mahmud. AH 602–609 1206–1212 CE | 술탄 سلطان                                                 | 기야스 앗 딘 마흐무드 غیاث‌ الدین محمود | 1206–1212      |
| | 술탄 سلطان                                                 | 바하 앗 딘 삼 3세 بهاء الدین سام       | 1212–1213      |
| | 술탄 سلطان                                                 | 알라 앗 딘 아트시즈 علاء الدین دراست   | 1213–1214      |
| | 술탄 سلطان                                                 | 알라 앗 딘 알리 علاء الدین علی         | 1214–1215      |
| 1215년, 호라즘 제국의 무함마드 2세가 가즈니를 점령함으로써 고르 제국 멸망 |                                                            |                                        |                |

### 바미얀 분파
| 동전                                                                       | 지도자 칭호                        | 지도자 이름                                             | 통치 시기 |
| -------------------------------------------------------------------------- | ---------------------------------- | ------------------------------------------------------- | --------- |
| 독립적인 통치자                                                            |                                    |                                                         |           |
|                                                                            | 말리크 ملک                         | 파크르 앗 딘 마수드 فخرالدین مسعود                      | 1152–1163 |
| Ghurids (Bamiyan). Shams al-Din Muhammad. AH 558–588 AD 1163–1192.         | 말리크 ملک                         | 샴스 앗 딘 무함마드 이븐 마수드 شمس‌ الدین محمد بن مسعود | 1163–1192 |
|                                                                            | 말리크 ملک                         | 압바스 이븐 무함마드 عباس بن محمد                       | 1192      |
| Ghurids (Bamiyan). Baha' al-Din Sam. AH 588–602 AD 1192–1206. Wakhsh mint. | 말리크 ملک 아불 무하이드 ابوالمؤید | 바하 앗 딘 삼 2세 بهاء الدین سام                        | 1192–1206 |
| 호라즘 제국의 봉신                                                         |                                    |                                                         |           |
| Coin of Jalal_al-Din_Ali.                                                  | 말리크 ملک                         | 잘랄 앗 딘 알리 جلال‌ الدین علی                          | 1206–1215 |
| 호라즘 제국에게 멸망                                                       |                                    |                                                         |           |

## 구르 왕조 가계도
|  |  |                               |                               |                               |                               |                               |                               |  |  |  |  |                                     |                                     |                                     |                                     | 아미르 수리 (9-10세기)              |                                     |  |  |                                  |                    |                       |                       |                       |                       |                                   |                                   |                                   |                                   |                                   |                                   |                          |                          |                          |                          |                          |                          |                                   |                                   |                                   |                                   |                                   |                                   |                                   |                                   |                                   |                                   |                                   |                                   |                               |                               |                               |                               |                                 |                                 |                                 |                                 |                                 |                                 |  |  |                             |                             |                             |                             |                             |                             |                                 |                                 |                                 |                                 |                                 |                                 |                               |                               |                               |                               |                               |                               |                     |                     |                     |                     |                     |                     |  |  |  |  |  |  |  |  |  |  |  |  |  |  |  |  |  |  |  |  |  |  |  |  |  |  |  |  |  |  |  |  |  |  |
|  |  |                               |                               |                               |                               |                               |                               |  |  |  |  |                                     |                                     |                                     |                                     |                                     |                                     |  |  |                                  |                    |                       |                       |                       |                       |                                   |                                   |                                   |                                   |                                   |                                   |                          |                          |                          |                          |                          |                          |                                   |                                   |                                   |                                   |                                   |                                   |                                   |                                   |                                   |                                   |                                   |                                   |                               |                               |                               |                               |                                 |                                 |                                 |                                 |                                 |                                 |  |  |                             |                             |                             |                             |                             |                             |                                 |                                 |                                 |                                 |                                 |                                 |                               |                               |                               |                               |                               |                               |                     |                     |                     |                     |                     |                     |  |  |  |  |  |  |  |  |  |  |  |  |  |  |  |  |  |  |  |  |  |  |  |  |  |  |  |  |  |  |  |  |  |  |
|  |  |                               |                               |                               |                               |                               |                               |  |  |  |  |                                     |                                     |                                     |                                     | 무함마드 이븐 수리 (10세기-1011)    |                                     |  |  |                                  |                    |                       |                       |                       |                       |                                   |                                   |                                   |                                   |                                   |                                   |                          |                          |                          |                          |                          |                          |                                   |                                   |                                   |                                   |                                   |                                   |                                   |                                   |                                   |                                   |                                   |                                   |                               |                               |                               |                               |                                 |                                 |                                 |                                 |                                 |                                 |  |  |                             |                             |                             |                             |                             |                             |                                 |                                 |                                 |                                 |                                 |                                 |                               |                               |                               |                               |                               |                               |                     |                     |                     |                     |                     |                     |  |  |  |  |  |  |  |  |  |  |  |  |  |  |  |  |  |  |  |  |  |  |  |  |  |  |  |  |  |  |  |  |  |  |
|  |  |                               |                               |                               |                               |                               |                               |  |  |  |  |                                     |                                     |                                     |                                     |                                     |                                     |  |  |                                  |                    |                       |                       |                       |                       |                                   |                                   |                                   |                                   |                                   |                                   |                          |                          |                          |                          |                          |                          |                                   |                                   |                                   |                                   |                                   |                                   |                                   |                                   |                                   |                                   |                                   |                                   |                               |                               |                               |                               |                                 |                                 |                                 |                                 |                                 |                                 |  |  |                             |                             |                             |                             |                             |                             |                                 |                                 |                                 |                                 |                                 |                                 |                               |                               |                               |                               |                               |                               |                     |                     |                     |                     |                     |                     |  |  |  |  |  |  |  |  |  |  |  |  |  |  |  |  |  |  |  |  |  |  |  |  |  |  |  |  |  |  |  |  |  |  |
|  |  |                               |                               |                               |                               |                               |                               |  |  |  |  |                                     |                                     |                                     |                                     |                                     |                                     |  |  |                                  |                    |                       |                       |                       |                       |                                   |                                   |                                   |                                   |                                   |                                   |                          |                          |                          |                          |                          |                          |                                   |                                   |                                   |                                   |                                   |                                   |                                   |                                   |                                   |                                   |                                   |                                   |                               |                               |                               |                               |                                 |                                 |                                 |                                 |                                 |                                 |  |  |                             |                             |                             |                             |                             |                             |                                 |                                 |                                 |                                 |                                 |                                 |                               |                               |                               |                               |                               |                               |                     |                     |                     |                     |                     |                     |  |  |  |  |  |  |  |  |  |  |  |  |  |  |  |  |  |  |  |  |  |  |  |  |  |  |  |  |  |  |  |  |  |  |
|  |  |                               |                               |                               |                               |                               |                               |  |  |  |  | 아부 알리 이븐 무함마드 (1011–1035) | 아부 알리 이븐 무함마드 (1011–1035) | 아부 알리 이븐 무함마드 (1011–1035) | 아부 알리 이븐 무함마드 (1011–1035) | 아부 알리 이븐 무함마드 (1011–1035) | 아부 알리 이븐 무함마드 (1011–1035) |  |  | 시스 이븐 무함마드               | 시스 이븐 무함마드 | 시스 이븐 무함마드    | 시스 이븐 무함마드    | 시스 이븐 무함마드    | 시스 이븐 무함마드    |                                   |                                   |                                   |                                   |                                   |                                   |                          |                          |                          |                          |                          |                          |                                   |                                   |                                   |                                   |                                   |                                   |                                   |                                   |                                   |                                   |                                   |                                   |                               |                               |                               |                               |                                 |                                 |                                 |                                 |                                 |                                 |  |  |                             |                             |                             |                             |                             |                             |                                 |                                 |                                 |                                 |                                 |                                 |                               |                               |                               |                               |                               |                               |                     |                     |                     |                     |                     |                     |  |  |  |  |  |  |  |  |  |  |  |  |  |  |  |  |  |  |  |  |  |  |  |  |  |  |  |  |  |  |  |  |  |  |
|  |  |                               |                               |                               |                               |                               |                               |  |  |  |  | 아부 알리 이븐 무함마드 (1011–1035) | 아부 알리 이븐 무함마드 (1011–1035) | 아부 알리 이븐 무함마드 (1011–1035) | 아부 알리 이븐 무함마드 (1011–1035) | 아부 알리 이븐 무함마드 (1011–1035) | 아부 알리 이븐 무함마드 (1011–1035) |  |  | 시스 이븐 무함마드               | 시스 이븐 무함마드 | 시스 이븐 무함마드    | 시스 이븐 무함마드    | 시스 이븐 무함마드    | 시스 이븐 무함마드    |                                   |                                   |                                   |                                   |                                   |                                   |                          |                          |                          |                          |                          |                          |                                   |                                   |                                   |                                   |                                   |                                   |                                   |                                   |                                   |                                   |                                   |                                   |                               |                               |                               |                               |                                 |                                 |                                 |                                 |                                 |                                 |  |  |                             |                             |                             |                             |                             |                             |                                 |                                 |                                 |                                 |                                 |                                 |                               |                               |                               |                               |                               |                               |                     |                     |                     |                     |                     |                     |  |  |  |  |  |  |  |  |  |  |  |  |  |  |  |  |  |  |  |  |  |  |  |  |  |  |  |  |  |  |  |  |  |  |
|  |  |                               |                               |                               |                               |                               |                               |  |  |  |  |                                     |                                     |                                     |                                     |                                     |                                     |  |  | 압바스 이븐 시스 (1035–1060)     |                    |                       |                       |                       |                       |                                   |                                   |                                   |                                   |                                   |                                   |                          |                          |                          |                          |                          |                          |                                   |                                   |                                   |                                   |                                   |                                   |                                   |                                   |                                   |                                   |                                   |                                   |                               |                               |                               |                               |                                 |                                 |                                 |                                 |                                 |                                 |  |  |                             |                             |                             |                             |                             |                             |                                 |                                 |                                 |                                 |                                 |                                 |                               |                               |                               |                               |                               |                               |                     |                     |                     |                     |                     |                     |  |  |  |  |  |  |  |  |  |  |  |  |  |  |  |  |  |  |  |  |  |  |  |  |  |  |  |  |  |  |  |  |  |  |
|  |  |                               |                               |                               |                               |                               |                               |  |  |  |  |                                     |                                     |                                     |                                     |                                     |                                     |  |  |                                  |                    |                       |                       |                       |                       |                                   |                                   |                                   |                                   |                                   |                                   |                          |                          |                          |                          |                          |                          |                                   |                                   |                                   |                                   |                                   |                                   |                                   |                                   |                                   |                                   |                                   |                                   |                               |                               |                               |                               |                                 |                                 |                                 |                                 |                                 |                                 |  |  |                             |                             |                             |                             |                             |                             |                                 |                                 |                                 |                                 |                                 |                                 |                               |                               |                               |                               |                               |                               |                     |                     |                     |                     |                     |                     |  |  |  |  |  |  |  |  |  |  |  |  |  |  |  |  |  |  |  |  |  |  |  |  |  |  |  |  |  |  |  |  |  |  |
|  |  |                               |                               |                               |                               |                               |                               |  |  |  |  |                                     |                                     |                                     |                                     |                                     |                                     |  |  | 무함마드 이븐 압바스 (1060–1080) |                    |                       |                       |                       |                       |                                   |                                   |                                   |                                   |                                   |                                   |                          |                          |                          |                          |                          |                          |                                   |                                   |                                   |                                   |                                   |                                   |                                   |                                   |                                   |                                   |                                   |                                   |                               |                               |                               |                               |                                 |                                 |                                 |                                 |                                 |                                 |  |  |                             |                             |                             |                             |                             |                             |                                 |                                 |                                 |                                 |                                 |                                 |                               |                               |                               |                               |                               |                               |                     |                     |                     |                     |                     |                     |  |  |  |  |  |  |  |  |  |  |  |  |  |  |  |  |  |  |  |  |  |  |  |  |  |  |  |  |  |  |  |  |  |  |
|  |  |                               |                               |                               |                               |                               |                               |  |  |  |  |                                     |                                     |                                     |                                     |                                     |                                     |  |  |                                  |                    |                       |                       |                       |                       |                                   |                                   |                                   |                                   |                                   |                                   |                          |                          |                          |                          |                          |                          |                                   |                                   |                                   |                                   |                                   |                                   |                                   |                                   |                                   |                                   |                                   |                                   |                               |                               |                               |                               |                                 |                                 |                                 |                                 |                                 |                                 |  |  |                             |                             |                             |                             |                             |                             |                                 |                                 |                                 |                                 |                                 |                                 |                               |                               |                               |                               |                               |                               |                     |                     |                     |                     |                     |                     |  |  |  |  |  |  |  |  |  |  |  |  |  |  |  |  |  |  |  |  |  |  |  |  |  |  |  |  |  |  |  |  |  |  |
|  |  |                               |                               |                               |                               |                               |                               |  |  |  |  |                                     |                                     |                                     |                                     |                                     |                                     |  |  | 쿠트브 앗 딘 하산 (1080–1100)    |                    |                       |                       |                       |                       |                                   |                                   |                                   |                                   |                                   |                                   |                          |                          |                          |                          |                          |                          |                                   |                                   |                                   |                                   |                                   |                                   |                                   |                                   |                                   |                                   |                                   |                                   |                               |                               |                               |                               |                                 |                                 |                                 |                                 |                                 |                                 |  |  |                             |                             |                             |                             |                             |                             |                                 |                                 |                                 |                                 |                                 |                                 |                               |                               |                               |                               |                               |                               |                     |                     |                     |                     |                     |                     |  |  |  |  |  |  |  |  |  |  |  |  |  |  |  |  |  |  |  |  |  |  |  |  |  |  |  |  |  |  |  |  |  |  |
|  |  |                               |                               |                               |                               |                               |                               |  |  |  |  |                                     |                                     |                                     |                                     |                                     |                                     |  |  |                                  |                    |                       |                       |                       |                       |                                   |                                   |                                   |                                   |                                   |                                   |                          |                          |                          |                          |                          |                          |                                   |                                   |                                   |                                   |                                   |                                   |                                   |                                   |                                   |                                   |                                   |                                   |                               |                               |                               |                               |                                 |                                 |                                 |                                 |                                 |                                 |  |  |                             |                             |                             |                             |                             |                             |                                 |                                 |                                 |                                 |                                 |                                 |                               |                               |                               |                               |                               |                               |                     |                     |                     |                     |                     |                     |  |  |  |  |  |  |  |  |  |  |  |  |  |  |  |  |  |  |  |  |  |  |  |  |  |  |  |  |  |  |  |  |  |  |
|  |  |                               |                               |                               |                               |                               |                               |  |  |  |  |                                     |                                     |                                     |                                     |                                     |                                     |  |  | 이즈 앗 딘 후사인 (1100–1146)    |                    |                       |                       |                       |                       |                                   |                                   |                                   |                                   |                                   |                                   |                          |                          |                          |                          |                          |                          |                                   |                                   |                                   |                                   |                                   |                                   |                                   |                                   |                                   |                                   |                                   |                                   |                               |                               |                               |                               |                                 |                                 |                                 |                                 |                                 |                                 |  |  |                             |                             |                             |                             |                             |                             |                                 |                                 |                                 |                                 |                                 |                                 |                               |                               |                               |                               |                               |                               |                     |                     |                     |                     |                     |                     |  |  |  |  |  |  |  |  |  |  |  |  |  |  |  |  |  |  |  |  |  |  |  |  |  |  |  |  |  |  |  |  |  |  |
|  |  |                               |                               |                               |                               |                               |                               |  |  |  |  |                                     |                                     |                                     |                                     |                                     |                                     |  |  |                                  |                    |                       |                       |                       |                       |                                   |                                   |                                   |                                   |                                   |                                   |                          |                          |                          |                          |                          |                          |                                   |                                   |                                   |                                   |                                   |                                   |                                   |                                   |                                   |                                   |                                   |                                   |                               |                               |                               |                               |                                 |                                 |                                 |                                 |                                 |                                 |  |  |                             |                             |                             |                             |                             |                             |                                 |                                 |                                 |                                 |                                 |                                 |                               |                               |                               |                               |                               |                               |                     |                     |                     |                     |                     |                     |  |  |  |  |  |  |  |  |  |  |  |  |  |  |  |  |  |  |  |  |  |  |  |  |  |  |  |  |  |  |  |  |  |  |
|  |  |                               |                               |                               |                               |                               |                               |  |  |  |  |                                     |                                     |                                     |                                     |                                     |                                     |  |  |                                  |                    |                       |                       |                       |                       |                                   |                                   |                                   |                                   |                                   |                                   |                          |                          |                          |                          |                          |                          |                                   |                                   |                                   |                                   |                                   |                                   |                                   |                                   |                                   |                                   |                                   |                                   |                               |                               |                               |                               |                                 |                                 |                                 |                                 |                                 |                                 |  |  |                             |                             |                             |                             |                             |                             |                                 |                                 |                                 |                                 |                                 |                                 |                               |                               |                               |                               |                               |                               |                     |                     |                     |                     |                     |                     |  |  |  |  |  |  |  |  |  |  |  |  |  |  |  |  |  |  |  |  |  |  |  |  |  |  |  |  |  |  |  |  |  |  |
|  |  |                               |                               |                               |                               |                               |                               |  |  |  |  |                                     |                                     |                                     |                                     |                                     |                                     |  |  |                                  |                    |                       |                       |                       |                       |                                   |                                   |                                   |                                   |                                   |                                   |                          |                          |                          |                          |                          |                          |                                   |                                   |                                   |                                   |                                   |                                   |                                   |                                   |                                   |                                   |                                   |                                   |                               |                               |                               |                               |                                 |                                 |                                 |                                 |                                 |                                 |  |  |                             |                             |                             |                             |                             |                             |                                 |                                 |                                 |                                 |                                 |                                 |                               |                               |                               |                               |                               |                               |                     |                     |                     |                     |                     |                     |  |  |  |  |  |  |  |  |  |  |  |  |  |  |  |  |  |  |  |  |  |  |  |  |  |  |  |  |  |  |  |  |  |  |
|  |  |                               |                               |                               |                               |                               |                               |  |  |  |  |                                     |                                     |                                     |                                     |                                     |                                     |  |  |                                  |                    |                       |                       |                       |                       |                                   |                                   |                                   |                                   |                                   |                                   |                          |                          |                          |                          |                          |                          |                                   |                                   |                                   |                                   |                                   |                                   |                                   |                                   |                                   |                                   |                                   |                                   |                               |                               |                               |                               |                                 |                                 |                                 |                                 |                                 |                                 |  |  |                             |                             |                             |                             |                             |                             |                                 |                                 |                                 |                                 |                                 |                                 |                               |                               |                               |                               |                               |                               |                     |                     |                     |                     |                     |                     |  |  |  |  |  |  |  |  |  |  |  |  |  |  |  |  |  |  |  |  |  |  |  |  |  |  |  |  |  |  |  |  |  |  |
|  |  |                               |                               |                               |                               |                               |                               |  |  |  |  |                                     |                                     |                                     |                                     |                                     |                                     |  |  |                                  |                    |                       |                       |                       |                       |                                   |                                   |                                   |                                   |                                   |                                   |                          |                          |                          |                          |                          |                          |                                   |                                   |                                   |                                   |                                   |                                   |                                   |                                   |                                   |                                   |                                   |                                   |                               |                               |                               |                               |                                 |                                 |                                 |                                 |                                 |                                 |  |  |                             |                             |                             |                             |                             |                             |                                 |                                 |                                 |                                 |                                 |                                 |                               |                               |                               |                               |                               |                               |                     |                     |                     |                     |                     |                     |  |  |  |  |  |  |  |  |  |  |  |  |  |  |  |  |  |  |  |  |  |  |  |  |  |  |  |  |  |  |  |  |  |  |
|  |  |                               |                               |                               |                               |                               |                               |  |  |  |  |                                     |                                     |                                     |                                     |                                     |                                     |  |  |                                  |                    |                       |                       |                       |                       |                                   |                                   |                                   |                                   |                                   |                                   |                          |                          |                          |                          |                          |                          |                                   |                                   |                                   |                                   |                                   |                                   |                                   |                                   |                                   |                                   |                                   |                                   |                               |                               |                               |                               |                                 |                                 |                                 |                                 |                                 |                                 |  |  |                             |                             |                             |                             |                             |                             |                                 |                                 |                                 |                                 |                                 |                                 |                               |                               |                               |                               |                               |                               |                     |                     |                     |                     |                     |                     |  |  |  |  |  |  |  |  |  |  |  |  |  |  |  |  |  |  |  |  |  |  |  |  |  |  |  |  |  |  |  |  |  |  |
|  |  | 사이프 앗 딘 수리 (1146–1149) | 사이프 앗 딘 수리 (1146–1149) | 사이프 앗 딘 수리 (1146–1149) | 사이프 앗 딘 수리 (1146–1149) | 사이프 앗 딘 수리 (1146–1149) | 사이프 앗 딘 수리 (1146–1149) |  |  |  |  | 슈자 앗 딘 무함마드                 | 슈자 앗 딘 무함마드                 | 슈자 앗 딘 무함마드                 | 슈자 앗 딘 무함마드                 | 슈자 앗 딘 무함마드                 | 슈자 앗 딘 무함마드                 |  |  |                                  |                    | 쿠트브 앗 딘 무함마드 | 쿠트브 앗 딘 무함마드 | 쿠트브 앗 딘 무함마드 | 쿠트브 앗 딘 무함마드 | 쿠트브 앗 딘 무함마드             | 쿠트브 앗 딘 무함마드             |                                   |                                   |                                   |                                   | 바하 앗 딘 삼 1세 (1149) | 바하 앗 딘 삼 1세 (1149) | 바하 앗 딘 삼 1세 (1149) | 바하 앗 딘 삼 1세 (1149) | 바하 앗 딘 삼 1세 (1149) | 바하 앗 딘 삼 1세 (1149) |                                   |                                   | 나시르 앗 딘 무함마드 카르낙      | 나시르 앗 딘 무함마드 카르낙      | 나시르 앗 딘 무함마드 카르낙      | 나시르 앗 딘 무함마드 카르낙      | 나시르 앗 딘 무함마드 카르낙      | 나시르 앗 딘 무함마드 카르낙      |                                   |                                   | 알라 앗 딘 후사인 (1149–1161)     | 알라 앗 딘 후사인 (1149–1161)     | 알라 앗 딘 후사인 (1149–1161) | 알라 앗 딘 후사인 (1149–1161) | 알라 앗 딘 후사인 (1149–1161) | 알라 앗 딘 후사인 (1149–1161) |                                 |                                 |                                 |                                 |                                 |                                 |  |  |                             |                             |                             |                             |                             |                             | 파크르 앗 딘 마수드 (1152–1163) | 파크르 앗 딘 마수드 (1152–1163) | 파크르 앗 딘 마수드 (1152–1163) | 파크르 앗 딘 마수드 (1152–1163) | 파크르 앗 딘 마수드 (1152–1163) | 파크르 앗 딘 마수드 (1152–1163) |                               |                               |                               |                               |                               |                               |                     |                     |                     |                     |                     |                     |  |  |  |  |  |  |  |  |  |  |  |  |  |  |  |  |  |  |  |  |  |  |  |  |  |  |  |  |  |  |  |  |  |  |
|  |  | 사이프 앗 딘 수리 (1146–1149) | 사이프 앗 딘 수리 (1146–1149) | 사이프 앗 딘 수리 (1146–1149) | 사이프 앗 딘 수리 (1146–1149) | 사이프 앗 딘 수리 (1146–1149) | 사이프 앗 딘 수리 (1146–1149) |  |  |  |  | 슈자 앗 딘 무함마드                 | 슈자 앗 딘 무함마드                 | 슈자 앗 딘 무함마드                 | 슈자 앗 딘 무함마드                 | 슈자 앗 딘 무함마드                 | 슈자 앗 딘 무함마드                 |  |  |                                  |                    | 쿠트브 앗 딘 무함마드 | 쿠트브 앗 딘 무함마드 | 쿠트브 앗 딘 무함마드 | 쿠트브 앗 딘 무함마드 | 쿠트브 앗 딘 무함마드             | 쿠트브 앗 딘 무함마드             |                                   |                                   |                                   |                                   | 바하 앗 딘 삼 1세 (1149) | 바하 앗 딘 삼 1세 (1149) | 바하 앗 딘 삼 1세 (1149) | 바하 앗 딘 삼 1세 (1149) | 바하 앗 딘 삼 1세 (1149) | 바하 앗 딘 삼 1세 (1149) |                                   |                                   | 나시르 앗 딘 무함마드 카르낙      | 나시르 앗 딘 무함마드 카르낙      | 나시르 앗 딘 무함마드 카르낙      | 나시르 앗 딘 무함마드 카르낙      | 나시르 앗 딘 무함마드 카르낙      | 나시르 앗 딘 무함마드 카르낙      |                                   |                                   | 알라 앗 딘 후사인 (1149–1161)     | 알라 앗 딘 후사인 (1149–1161)     | 알라 앗 딘 후사인 (1149–1161) | 알라 앗 딘 후사인 (1149–1161) | 알라 앗 딘 후사인 (1149–1161) | 알라 앗 딘 후사인 (1149–1161) |                                 |                                 |                                 |                                 |                                 |                                 |  |  |                             |                             |                             |                             |                             |                             | 파크르 앗 딘 마수드 (1152–1163) | 파크르 앗 딘 마수드 (1152–1163) | 파크르 앗 딘 마수드 (1152–1163) | 파크르 앗 딘 마수드 (1152–1163) | 파크르 앗 딘 마수드 (1152–1163) | 파크르 앗 딘 마수드 (1152–1163) |                               |                               |                               |                               |                               |                               |                     |                     |                     |                     |                     |                     |  |  |  |  |  |  |  |  |  |  |  |  |  |  |  |  |  |  |  |  |  |  |  |  |  |  |  |  |  |  |  |  |  |  |
|  |  |                               |                               |                               |                               |                               |                               |  |  |  |  | 알라 앗 딘 알리 (1214–1215)         |                                     |                                     |                                     |                                     |                                     |  |  |                                  |                    |                       |                       |                       |                       |                                   |                                   |                                   |                                   |                                   |                                   |                          |                          |                          |                          |                          |                          |                                   |                                   |                                   |                                   |                                   |                                   |                                   |                                   |                                   |                                   |                                   |                                   |                               |                               |                               |                               |                                 |                                 |                                 |                                 |                                 |                                 |  |  |                             |                             |                             |                             |                             |                             |                                 |                                 |                                 |                                 |                                 |                                 |                               |                               |                               |                               |                               |                               |                     |                     |                     |                     |                     |                     |  |  |  |  |  |  |  |  |  |  |  |  |  |  |  |  |  |  |  |  |  |  |  |  |  |  |  |  |  |  |  |  |  |  |
|  |  |                               |                               |                               |                               |                               |                               |  |  |  |  |                                     |                                     |                                     |                                     |                                     |                                     |  |  |                                  |                    |                       |                       |                       |                       |                                   |                                   |                                   |                                   |                                   |                                   |                          |                          |                          |                          |                          |                          |                                   |                                   |                                   |                                   |                                   |                                   |                                   |                                   |                                   |                                   |                                   |                                   |                               |                               |                               |                               |                                 |                                 |                                 |                                 |                                 |                                 |  |  |                             |                             |                             |                             |                             |                             |                                 |                                 |                                 |                                 |                                 |                                 |                               |                               |                               |                               |                               |                               |                     |                     |                     |                     |                     |                     |  |  |  |  |  |  |  |  |  |  |  |  |  |  |  |  |  |  |  |  |  |  |  |  |  |  |  |  |  |  |  |  |  |  |
|  |  |                               |                               |                               |                               |                               |                               |  |  |  |  |                                     |                                     |                                     |                                     |                                     |                                     |  |  |                                  |                    |                       |                       |                       |                       | 기야스 앗 딘 무함마드 (1163–1202) | 기야스 앗 딘 무함마드 (1163–1202) | 기야스 앗 딘 무함마드 (1163–1202) | 기야스 앗 딘 무함마드 (1163–1202) | 기야스 앗 딘 무함마드 (1163–1202) | 기야스 앗 딘 무함마드 (1163–1202) |                          |                          |                          |                          |                          |                          | 무이즈 앗 딘 무함마드 (1202–1206) | 무이즈 앗 딘 무함마드 (1202–1206) | 무이즈 앗 딘 무함마드 (1202–1206) | 무이즈 앗 딘 무함마드 (1202–1206) | 무이즈 앗 딘 무함마드 (1202–1206) | 무이즈 앗 딘 무함마드 (1202–1206) |                                   |                                   |                                   |                                   |                                   |                                   |                               |                               |                               |                               |                                 |                                 |                                 |                                 |                                 |                                 |  |  |                             |                             |                             |                             |                             |                             | 샴스 앗 딘 무함마드 (1163–1192) | 샴스 앗 딘 무함마드 (1163–1192) | 샴스 앗 딘 무함마드 (1163–1192) | 샴스 앗 딘 무함마드 (1163–1192) | 샴스 앗 딘 무함마드 (1163–1192) | 샴스 앗 딘 무함마드 (1163–1192) |                               |                               |                               |                               |                               |                               |                     |                     |                     |                     |                     |                     |  |  |  |  |  |  |  |  |  |  |  |  |  |  |  |  |  |  |  |  |  |  |  |  |  |  |  |  |  |  |  |  |  |  |
|  |  |                               |                               |                               |                               |                               |                               |  |  |  |  |                                     |                                     |                                     |                                     |                                     |                                     |  |  |                                  |                    |                       |                       |                       |                       | 기야스 앗 딘 무함마드 (1163–1202) | 기야스 앗 딘 무함마드 (1163–1202) | 기야스 앗 딘 무함마드 (1163–1202) | 기야스 앗 딘 무함마드 (1163–1202) | 기야스 앗 딘 무함마드 (1163–1202) | 기야스 앗 딘 무함마드 (1163–1202) |                          |                          |                          |                          |                          |                          | 무이즈 앗 딘 무함마드 (1202–1206) | 무이즈 앗 딘 무함마드 (1202–1206) | 무이즈 앗 딘 무함마드 (1202–1206) | 무이즈 앗 딘 무함마드 (1202–1206) | 무이즈 앗 딘 무함마드 (1202–1206) | 무이즈 앗 딘 무함마드 (1202–1206) |                                   |                                   |                                   |                                   |                                   |                                   |                               |                               |                               |                               |                                 |                                 |                                 |                                 |                                 |                                 |  |  |                             |                             |                             |                             |                             |                             | 샴스 앗 딘 무함마드 (1163–1192) | 샴스 앗 딘 무함마드 (1163–1192) | 샴스 앗 딘 무함마드 (1163–1192) | 샴스 앗 딘 무함마드 (1163–1192) | 샴스 앗 딘 무함마드 (1163–1192) | 샴스 앗 딘 무함마드 (1163–1192) |                               |                               |                               |                               |                               |                               |                     |                     |                     |                     |                     |                     |  |  |  |  |  |  |  |  |  |  |  |  |  |  |  |  |  |  |  |  |  |  |  |  |  |  |  |  |  |  |  |  |  |  |
|  |  |                               |                               |                               |                               |                               |                               |  |  |  |  |                                     |                                     |                                     |                                     |                                     |                                     |  |  |                                  |                    |                       |                       |                       |                       |                                   |                                   |                                   |                                   |                                   |                                   |                          |                          |                          |                          |                          |                          |                                   |                                   |                                   |                                   |                                   |                                   |                                   |                                   |                                   |                                   |                                   |                                   |                               |                               |                               |                               |                                 |                                 |                                 |                                 |                                 |                                 |  |  |                             |                             |                             |                             |                             |                             |                                 |                                 |                                 |                                 |                                 |                                 |                               |                               |                               |                               |                               |                               |                     |                     |                     |                     |                     |                     |  |  |  |  |  |  |  |  |  |  |  |  |  |  |  |  |  |  |  |  |  |  |  |  |  |  |  |  |  |  |  |  |  |  |
|  |  |                               |                               |                               |                               |                               |                               |  |  |  |  |                                     |                                     |                                     |                                     |                                     |                                     |  |  |                                  |                    |                       |                       |                       |                       |                                   |                                   |                                   |                                   |                                   |                                   |                          |                          |                          |                          |                          |                          |                                   |                                   |                                   |                                   |                                   |                                   | 사이프 앗 딘 무함마드 (1149–1157) | 사이프 앗 딘 무함마드 (1149–1157) | 사이프 앗 딘 무함마드 (1149–1157) | 사이프 앗 딘 무함마드 (1149–1157) | 사이프 앗 딘 무함마드 (1149–1157) | 사이프 앗 딘 무함마드 (1149–1157) |                               |                               |                               |                               | 알라 앗 딘 아트시즈 (1213–1214) | 알라 앗 딘 아트시즈 (1213–1214) | 알라 앗 딘 아트시즈 (1213–1214) | 알라 앗 딘 아트시즈 (1213–1214) | 알라 앗 딘 아트시즈 (1213–1214) | 알라 앗 딘 아트시즈 (1213–1214) |  |  | 압바스 이븐 무함마드 (1192) | 압바스 이븐 무함마드 (1192) | 압바스 이븐 무함마드 (1192) | 압바스 이븐 무함마드 (1192) | 압바스 이븐 무함마드 (1192) | 압바스 이븐 무함마드 (1192) |                                 |                                 |                                 |                                 |                                 |                                 | 바하 앗 딘 삼 2세 (1192–1206) | 바하 앗 딘 삼 2세 (1192–1206) | 바하 앗 딘 삼 2세 (1192–1206) | 바하 앗 딘 삼 2세 (1192–1206) | 바하 앗 딘 삼 2세 (1192–1206) | 바하 앗 딘 삼 2세 (1192–1206) |                     |                     |                     |                     |                     |                     |  |  |  |  |  |  |  |  |  |  |  |  |  |  |  |  |  |  |  |  |  |  |  |  |  |  |  |  |  |  |  |  |  |  |
|  |  |                               |                               |                               |                               |                               |                               |  |  |  |  |                                     |                                     |                                     |                                     |                                     |                                     |  |  |                                  |                    |                       |                       |                       |                       | 기야스 앗 딘 마흐무드 (1206–1212) |                                   |                                   |                                   |                                   |                                   |                          |                          |                          |                          |                          |                          |                                   |                                   |                                   |                                   |                                   |                                   | 사이프 앗 딘 무함마드 (1149–1157) | 사이프 앗 딘 무함마드 (1149–1157) | 사이프 앗 딘 무함마드 (1149–1157) | 사이프 앗 딘 무함마드 (1149–1157) | 사이프 앗 딘 무함마드 (1149–1157) | 사이프 앗 딘 무함마드 (1149–1157) |                               |                               |                               |                               | 알라 앗 딘 아트시즈 (1213–1214) | 알라 앗 딘 아트시즈 (1213–1214) | 알라 앗 딘 아트시즈 (1213–1214) | 알라 앗 딘 아트시즈 (1213–1214) | 알라 앗 딘 아트시즈 (1213–1214) | 알라 앗 딘 아트시즈 (1213–1214) |  |  | 압바스 이븐 무함마드 (1192) | 압바스 이븐 무함마드 (1192) | 압바스 이븐 무함마드 (1192) | 압바스 이븐 무함마드 (1192) | 압바스 이븐 무함마드 (1192) | 압바스 이븐 무함마드 (1192) |                                 |                                 |                                 |                                 |                                 |                                 | 바하 앗 딘 삼 2세 (1192–1206) | 바하 앗 딘 삼 2세 (1192–1206) | 바하 앗 딘 삼 2세 (1192–1206) | 바하 앗 딘 삼 2세 (1192–1206) | 바하 앗 딘 삼 2세 (1192–1206) | 바하 앗 딘 삼 2세 (1192–1206) |                     |                     |                     |                     |                     |                     |  |  |  |  |  |  |  |  |  |  |  |  |  |  |  |  |  |  |  |  |  |  |  |  |  |  |  |  |  |  |  |  |  |  |
|  |  |                               |                               |                               |                               |                               |                               |  |  |  |  |                                     |                                     |                                     |                                     |                                     |                                     |  |  |                                  |                    |                       |                       |                       |                       |                                   |                                   |                                   |                                   |                                   |                                   |                          |                          |                          |                          |                          |                          |                                   |                                   |                                   |                                   |                                   |                                   |                                   |                                   |                                   |                                   |                                   |                                   |                               |                               |                               |                               |                                 |                                 |                                 |                                 |                                 |                                 |  |  |                             |                             |                             |                             |                             |                             |                                 |                                 |                                 |                                 |                                 |                                 |                               |                               |                               |                               |                               |                               |                     |                     |                     |                     |                     |                     |  |  |  |  |  |  |  |  |  |  |  |  |  |  |  |  |  |  |  |  |  |  |  |  |  |  |  |  |  |  |  |  |  |  |
|  |  |                               |                               |                               |                               |                               |                               |  |  |  |  |                                     |                                     |                                     |                                     |                                     |                                     |  |  |                                  |                    |                       |                       |                       |                       |                                   |                                   |                                   |                                   |                                   |                                   |                          |                          |                          |                          |                          |                          |                                   |                                   |                                   |                                   |                                   |                                   |                                   |                                   |                                   |                                   |                                   |                                   |                               |                               |                               |                               |                                 |                                 |                                 |                                 |                                 |                                 |  |  |                             |                             |                             |                             |                             |                             |                                 |                                 |                                 |                                 |                                 |                                 |                               |                               |                               |                               |                               |                               |                     |                     |                     |                     |                     |                     |  |  |  |  |  |  |  |  |  |  |  |  |  |  |  |  |  |  |  |  |  |  |  |  |  |  |  |  |  |  |  |  |  |  |
|  |  |                               |                               |                               |                               |                               |                               |  |  |  |  |                                     |                                     |                                     |                                     |                                     |                                     |  |  |                                  |                    |                       |                       |                       |                       |                                   |                                   |                                   |                                   |                                   |                                   |                          |                          |                          |                          |                          |                          |                                   |                                   |                                   |                                   |                                   |                                   |                                   |                                   |                                   |                                   |                                   |                                   |                               |                               |                               |                               |                                 |                                 |                                 |                                 |                                 |                                 |  |  |                             |                             |                             |                             |                             |                             | 잘랄 앗 딘 알리 (1206–1215)     | 잘랄 앗 딘 알리 (1206–1215)     | 잘랄 앗 딘 알리 (1206–1215)     | 잘랄 앗 딘 알리 (1206–1215)     | 잘랄 앗 딘 알리 (1206–1215)     | 잘랄 앗 딘 알리 (1206–1215)     |                               |                               |                               |                               |                               |                               | 알라 앗 딘 무함마드 | 알라 앗 딘 무함마드 | 알라 앗 딘 무함마드 | 알라 앗 딘 무함마드 | 알라 앗 딘 무함마드 | 알라 앗 딘 무함마드 |  |  |  |  |  |  |  |  |  |  |  |  |  |  |  |  |  |  |  |  |  |  |  |  |  |  |  |  |  |  |  |  |  |  |
|  |  |                               |                               |                               |                               |                               |                               |  |  |  |  |                                     |                                     |                                     |                                     |                                     |                                     |  |  |                                  |                    |                       |                       |                       |                       | 바하 앗 딘 삼 3세 (1212–1213)     |                                   |                                   |                                   |                                   |                                   |                          |                          |                          |                          |                          |                          |                                   |                                   |                                   |                                   |                                   |                                   |                                   |                                   |                                   |                                   |                                   |                                   |                               |                               |                               |                               |                                 |                                 |                                 |                                 |                                 |                                 |  |  |                             |                             |                             |                             |                             |                             | 잘랄 앗 딘 알리 (1206–1215)     | 잘랄 앗 딘 알리 (1206–1215)     | 잘랄 앗 딘 알리 (1206–1215)     | 잘랄 앗 딘 알리 (1206–1215)     | 잘랄 앗 딘 알리 (1206–1215)     | 잘랄 앗 딘 알리 (1206–1215)     |                               |                               |                               |                               |                               |                               | 알라 앗 딘 무함마드 | 알라 앗 딘 무함마드 | 알라 앗 딘 무함마드 | 알라 앗 딘 무함마드 | 알라 앗 딘 무함마드 | 알라 앗 딘 무함마드 |  |  |  |  |  |  |  |  |  |  |  |  |  |  |  |  |  |  |  |  |  |  |  |  |  |  |  |  |  |  |  |  |  |  |
|  |  |                               |                               |                               |                               |                               |                               |  |  |  |  |                                     |                                     |                                     |                                     |                                     |                                     |  |  |                                  |                    |                       |                       |                       |                       |                                   |                                   |                                   |                                   |                                   |                                   |                          |                          |                          |                          |                          |                          |                                   |                                   |                                   |                                   |                                   |                                   |                                   |                                   |                                   |                                   |                                   |                                   |                               |                               |                               |                               |                                 |                                 |                                 |                                 |                                 |                                 |  |  |                             |                             |                             |                             |                             |                             |                                 |                                 |                                 |                                 |                                 |                                 |                               |                               |                               |                               |                               |                               |                     |                     |                     |                     |                     |                     |  |  |  |  |  |  |  |  |  |  |  |  |  |  |  |  |  |  |  |  |  |  |  |  |  |  |  |  |  |  |  |  |  |  |

## 역대 군주
1. 이슈즈 웃딘 후사인 1세(재위：1117년 ~ 1146년)
2. 사이프 웃딘 수리(재위：1146년 ~ 1149년) - 후사인 1세의 아들
3. 바하 앗딘 삼 1세(재위：1149년) - 후사인 1세의 아들
4. 알라 앗딘 후사인 2세(재위：1149년 ~ 1161년) - 후사인 1세의 아들
5. 사이프 웃딘 무함마드 1세(재위：1161년 ~ 1163년) - 후사인 2세의 아들
6. 기야스 웃딘 무함마드(재위：1163년 ~ 1203년) - 삼 1세의 아들
7. 무함마드 고리(재위：1203년 ~ 1206년) - 삼 1세의 아이
8. 기야스 웃딘 마흐무드(재위：1206년 ~ 1210년) - 기야스 웃딘의 아이
9. 바하 앗딘 삼 2세(재위：1210년) - 마흐무드의 아이
10. 알라 앗딘 아트시즈(재위：1210년 ~ 1214년) - 후사인 2세의 아이
11. 알라 앗딘 무함마드 4세(재위：1214년 ~ 1215년) - 후사인 2세의 손자

## 같이 보기
- 아프가니스탄의 역사

## 참고 자료
- 이 문서에는 다음커뮤니케이션(현 카카오)에서 GFDL 또는 CC-SA 라이선스로 배포한 글로벌 세계대백과사전의 내용을 기초로 작성된 글이 포함되어 있습니다.